# أوسكار وايلد
أوسكار فينغال أوفلاهرتي ويلز وايلد (بالإنجليزية: Oscar Fingal O'Flahertie Wills Wilde)‏ (عاش 16 أكتوبر 1854 - 30 نوفمبر 1900) مؤلف مسرحي وروائي وشاعر أنجليزي إيرلندي. احترف الكتابة بمختلف الأساليب خلال ثمانينات القرن التاسع عشر، وأصبح من أكثر كتاب المسرحيات شعبية في لندن في بدايات التسعينات من نفس القرن. أما في وقتنا الحاضر فقد عرف بمقولاته الحكيمة ورواياته وظروف سجنه التي تبعها موته في سن مبكر.
والدا وايلد كانا من مثقفي دبلن الناجحين، وقد أجاد ابنهما الفرنسية والألمانية بطلاقةٍ في سنٍ مبكرة. في الجامعة قرأ المقررات الكلاسيكية المعروفة وبرهن أنه كلاسيكي بارع، بداية في دبلن ثم في أوكسفورد. ثم بات معروفاً بدوره في بزوغ الفلسفة الجمالية (Aestheticism) بتوجيه اثنان من معلميه، والتر باتر (Walter Pater) وجون رسكن (John Ruskin). بعد الجامعة انتقل وايلد إلى لندن منخرطاً في دوائر اجتماعية وثقافية مرموقة بصفته المتحدث الرسمي عن الفلسفة الجمالية. خاض وايلد تجارب في نشاطات أدبية متعددة منها نشره لديوان شعري وكذلك إلقاؤه لعدد من المحاضرات في الولايات المتحدة وكندا عن (النهضة الإنجليزية في الفنون). وبعد ذلك عاد إلى لندن ليعمل صحفيا متسما بغزارة الإنتاج، وقد عرف بفكاهته اللاذعة وثيابه الزاهية ومحادثاته اللامعة مما جعله أحد أكثر الشخصيات المعروفة في زمانه.
في مطلع التسعينات من القرن التاسع عشر تمكن وايلد من تهذيب أفكاره عن سيادة الفنون عبر سلسلة من الحوارات والكتابات وقد ضمن مواضيع كالانحلال، والازدواجية والجمال في روايته الوحيدة « صورة دوريان غراي » (1890م). وكانت الرواية مناسبة وقد أنشأ خلالها تفاصيل جمالية بشكل محدد ودمجها مع مواضيع اجتماعية أكبر مما اجتذب وايلد للكتابة في الدراما. كتب وايلد رواية (سالوم) (Salome) (1891) باللغة الفرنسية في باريس ولكنها رفضت ولم ترخص. بالرغم من رفضهم للرواية لم يحبط وايلد بل أنتج بعد ذلك أربعة أعمال في الكوميديا الاجتماعية في فترة مبكرة من ذات العقد مما جعله أن يكون أحد أنجح كتاب المسرحيات في لندن في أواخر العصر الفيكتوري.
أثناء فورة شهرته ونجاحه وحين كانت رائعته الخالدة (أهمية أن تكون جادا) (1895م) لا تزال تعرض في مسارح لندن، رفع وايلد دعوى قضائية ضد مركيز كوينزبري (the Marquess of Queensberry) وهو والد عشيقه اللورد ألفريد دوغلاس بدعوى القذف والتشهير وهي تهمة تصل عقوبتها لسنتين حبسا. مجريات المحاكمة كشفت أدلة أفضت بوايلد للتنازل عن الدعوى وإلى احتجازه ومحاكمته بتهمة الفعل الفاضح مع رجال آخرين. وبعد محاكمتين أخرى تين أدين وحكم عليه بالحبس لسنتين مع الأشغال الشاقة. كتب أثناء احتجازه (من الأعماق) (De Profundis) (كُتبت في 1897 ونُشرت في 1905) وقد كانت عبارة عن رسالة طويلة ناقش فيها مسيرته الروحية خلال المحاكمات مشكلاً وجهة نظر سوداوية مخالفةً لفلسفته السابقة عن اللذة. عند إطلاق سراحه غادر وايلد من فوره إلى فرنسا حيث لم يعتزم الرجوع إلى أيرلندا أو بريطانيا. وهناك كتب آخر أعماله (أنشودة سجن ردنغ) (1898) وهي قصيدة طويلة يحكي فيها وقع حياة السجن القاسي. تُوفي وايلد مُعوزاً فقيراً في عمر ناهز السادسة والأربعين عاماً.

## بدايات حياته

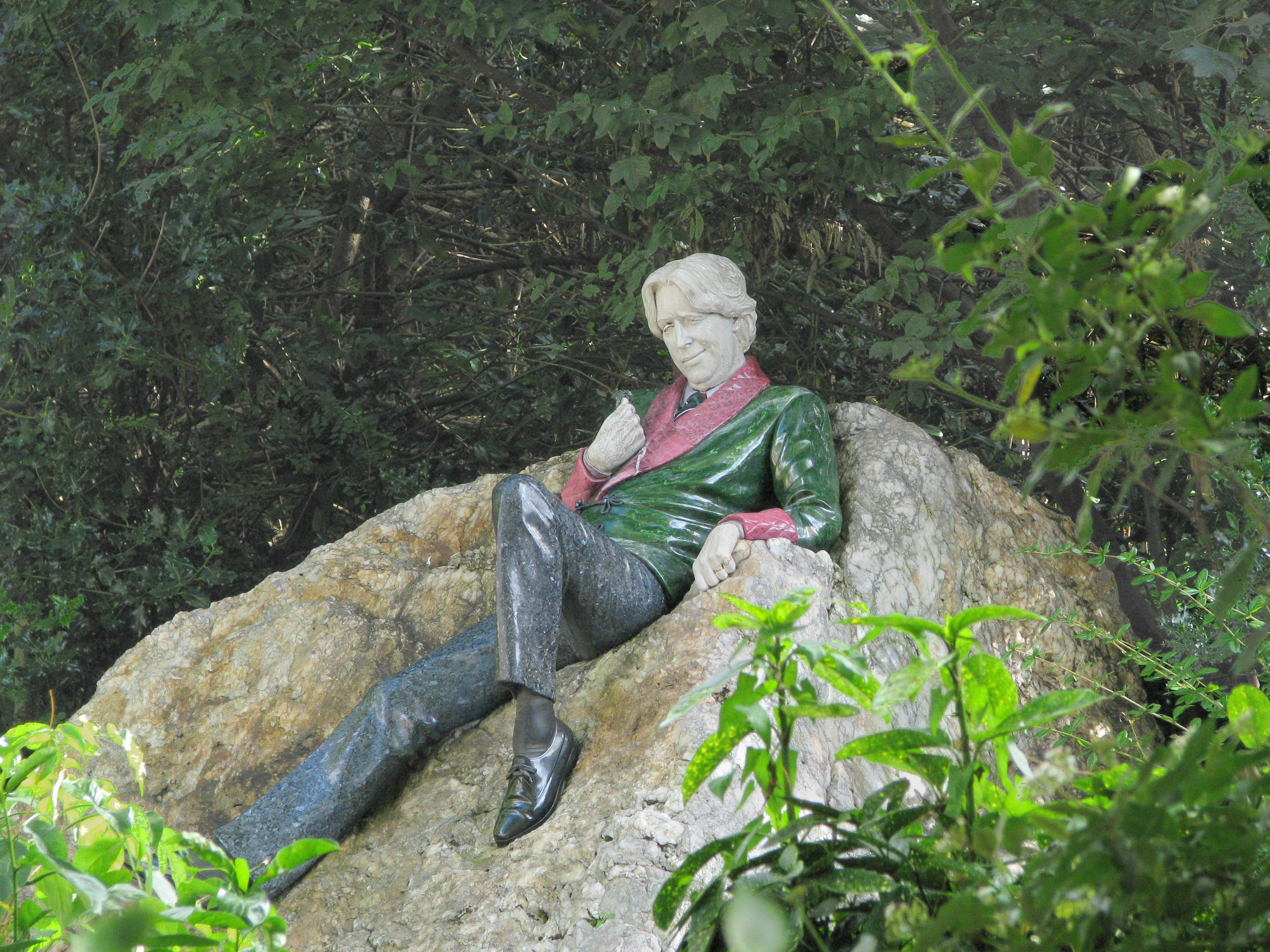
تمثال أوسكار وايلد في ميدان ميريون، دبلن.

وُلد وايلد في شارع 21 ويستلاند راو (Westland Row) في دبلن (وهو الآن مركز وايلد أوسكار في كلية ترينتي)، وهو الطفل الثاني من بين ثلاثة أطفال للسير ويليام وايلد (William Wilde) وجين فرانسيسكا وايلد (Jane Francesca Wilde) بعد عامين من ولادة ويليام «ويلي». كتبت جين وايلد تحت الاسم المستعار «إسبيرانزا» (والتي تعني الأمل باللغة الإيطالية) قصيدة عن الحركة الثورية «أيرلندا الشابة» في عام 1848, وكانت داعمة للقومية الإيرلندية طوال عمرها. قراءة قصيدة أيرلندا الشابة لأوسكار وويلي زرع في أنفس ابنيها حب هؤلاء الشعراء. ظهر اهتمام السيدة وايلد بالأحياء الكلاسيكية الجديدة وذلك من خلال وجود لوحات وتماثيل نصف يونانية ورومانية في منزلها. كان ويليام وايلد رائداً في جراحة الأذن والعين وتم تعيينه في عام 1864 لخدماته مستشاراً طبياً ومساعداً مفوضاً للإحصاء في أيرلندا. كتب أيضا كُتباً عن علم الآثار والفلكلور الشعبي الإيرلندي. من الأمثلة على سخائه الذي اشتهر به مستوصفه المخصص لرعاية فقراء المدينة القاطنين خلف كلية ترينتي في دبلن وهذا المستوصف كان سابقاً لمستشفى دبلن للعين والأذن والذي يقع على طريق اديلايد. تم تعميد وايلد وهو رضيع في كنيسة القديس ماركس (St. Mark's Church) في دبلن وهي الكنيسة المحلية لإيرلندا (كنيسة إنجليكية).وعندما أغلقت الكنيسة تم نقل السجلات إلى كنيسة القديسة آن (St. Ann's Church) في شارع داوسون. بالإضافة لأطفاله من زوجته كان السير ويليام وايلد أباً لثلاثة أبناء غير شرعيين وذلك قبل زواجه وهم هنري ويلسون المولود عام 1838 وإيملي وماري وايلد المولودتان في عاميّ 1847 و 1849 على التوالي ومن أمهات
مختلفات. اعترف السير ويليام بأبوّته لأبنائه غير الشرعيين ووفر لهم تعليمهم ولكن أقرباؤه تولوا تربيتهم بغض النظر عن زوجته وأبنائه الشرعيين. في 1855, انتقلت العائلة إلى ساحة ميريون رقم 1، والتي وُلدت فيها أخت وايلد آيسولا (Isola)، وذلك عام 1857. كان منزل وايلد الجديد أكبر وبفضل سلوك والديه الاجتماعي ونجاحهم سرعان ما كوّن «وسطًا ثقافيًا وطبيًا فريدًا من نوعه» وضيوف هذا الوسط أو الصالون هم كل من شريدان لي فانو Sheridan Le Fanu وتشارلز ليفر Charles Lever وجورج بيتري George Petrie وإسحاق بات Isaac Butt وويليام روان هاملتون William Rowan Hamilton وصمويل فيرغسونSamuel Ferguson.
حتى بلوغه سن التاسعة، كان تعليم أوسكار وايلد في المنزل، حيث درس على يد الخادمة الفرنسية لغتها وكذلك لغة مربية الأطفال الألمانية. بعد ذلك التحق بمدرسة بورتورا الملكية في أنيسكلين في مقاطعة فيرماناغ. وفي أوائل العشرينات من عمره، قضى وايلد فترة الصيف في فيلا مايتورا وهي فيلا لوالده في كونغ في مقاطعة مايو. وهناك تنافس كل من الشاب وايلد وأخوه ويلي مع جورج مور.
توفيت آيسولا وعمرها تسع سنوات بسبب مرض التهاب السحايا. وكانت قصيدة وايلد «اخلدي بسلام» Requiescat مهداه لإحياء ذكراها:
 "سر بخفة، فهي قريبة 

تحت الثلوج 

تحدث بلباقة، فهي تسمع 

نمو أزهار الأقحوان" 

## التعليم الجامعي

### جامعة ترينتي (Trinity)، دبلن (Dublin)
غادر وايلد بورتورا (Portora) بمنحة دراسية ليدرس الكلاسيكيات في جامعة ترينيتي من عام 1871 إلى 1874 م. وتشارك غرفته مع أخاه الأكبر ويلي وايلد (Willie Wilde).تعتبر ترينتي أحد الجامعات الرائدة في مجال الكلاسيكيات ومن أشهر علمائها روبرت يلفترون تايلر (R.Y. Tyrell أرثر بلمر (Arthur Palmer) إدوارد داودن (Edward Dowden) ومعلمه جون بنتلاند مهافي (J.P. Mahaffy) والذي أثر في اهتمامه بالأدب اليوناني.عمل وايلد مع مهافي وهو طالب في كتابه الأخير «الحياة الاجتماعية في اليونان» ورغم تحفظات وايلد اللاحقة إلا أنه اعتبر مهافي «أستاذه الأول والمفضل» و«المعلم الذي علمه كيف يحب كل ما له علاقة باليونان». وبالنسبة لمهافي فقد تباهى بوايلد ولكن وصفه لاحقاً «بأنه وصمة عار في مسيرته التعليمية»
درس أيضاً في جامعة مجتمع الفلسفة التعليم وذلك بمناقشة المواضيع الفكرية والفنية مثل روسيتي (Rosetti) وسوينبرن (Swinburne) بشكل أسبوعي. وسرعان ما أصبح وايلد أحد الأعضاء. وقد كان الكتاب المقترح من قبل الأعضاء في عام 1874 يحوي صفحتين تسخر من فكرة وايلد النائشة. وقد قدم وايلد ورقة بعنوان «الجمالية الأخلاقية». وفي جامعة ترينتي اعتبر وايلد من الطلبة المتميزين: حيث احتل المركز الأول على دفعته في سنته الأولى وفي سنته الثانية فاز بمنحة بالمنافسة وفي سنته الأخيرة فاز بميدالية بيركلي الذهبية (Berkeley Gold Medal) وتعد هذه الجائزة الأكاديمية الأفضل على مستوى الجامعة في اليونان وقد تم تشجيعه لخوض منافسة لمنحة لجامعة ماقدالين اوكسفورد Magdalen College, Oxford، والتي فاز بها بكل سهولة حيث أنه درس اليونانية لأكثر من تسع سنوات.

### كلية ماقدالين في أكسفورد

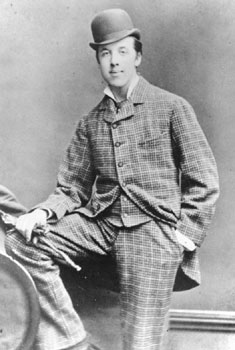
أوسكار وايلد في جامعةأكسفورد.

في ماقدالين قرأ «العظماء» - وهو درس تقليدي معني بدراسة التاريخ الإغريقي والروماني إضافة ً إلى الفلسفة من تاريخ 1874 إلى 1878-، وبعد ذلك قدم طلبا ً للانضمام إلى اتحاد إكسفورد ولم يتم انتخابه
متأثرا ً باللباس والسرية والطقوس التحق وايلد بمحفل أبوللو الماسوني في أكسفورد وتم ترقيته في وقت قصير إلى «الدرجة السامية للماسوني الخبير». وخلال تنامي إعجابه بالماسونيين الأحرار في سنته الثالثة علق قائلا ً «سيسوءه للغاية التخلي عنها بسبب بدعة بروتستنتية». وكان يفكر بجدية في التحول إلى الكاثوليكية وناقش احتمالية ذلك مع رجال الدين مرات عديدة. في عام 1877 عجز وايلدي عن الكلام بعد محاضرة للبابا بيوس التاسع (IX Pope Pius) في روما. فأخذ يقرأ كتب كاردينال نيومان (Cardinal Newman) بتمعن وأصبح أكثر جدية حول ذلك. في عام 1878 عندما قابل القس سباستيان بودين وهو قس في كنيسة برومبتون أراتوري (Brompton Oratory) والذي حصل قد على بعض الملفات المهمة المحولة، لم يكن أبوه (الذي كان مهدداً بإيقاف عوائده) أو مهافي (Mahaffy) يفكران كثيرا بالخطة؛ ولكن وايلد نفسه هو صاحب التحكم العالي رفض في اللحظة الأخيرة أن يذل نفسه لأي دين رسمي.
وفي اليوم المقرر فيه أن يعتمد؛ تلقى أباه بودين (Bowden) باقة من الزنابق في المقابل بقي وايلد خلال فترة حياته مهتما بعلم اللاهوت الكاثوليكي وطقوس القربان المقدس.
أثناء وجوده في كلية ماقدالين أصبح وايلد معروف بشكل جيد من خلال دوره في الحركات الجمالية والمنحلة، فقد كان ذو شعر طويل مهمل ومفرود في أغلب الوقت مع أنه كان يجمعه في بعض الأحيان. وقد زين غرفه بريش الطاووس والزنابق وتبّاع الشمس والزهور الصينية الزرقاء والتحف الفنية. فعندما حظي بأصدقاء وكان يمنحهم وقت متعة جيدا قال «أرى أنه من الصعب والصعب جداً أن أحيا كل يوم من أجل مزهريتي الصينية الزرقاء»
واشتهر هذا السطر بسرعة ونال إعجاب الجماليين لكن استخدم من قبل النقاد ضدهم، لأنهم رأوا فيه ضربا رهيبا من الفراغ. بعض العناصر قامت بازدراء الجماليين، لكن المواقف الصعبة واستعراض الأزياء أصبحت صرعة معروفة. وقد اعتدي على وايلد مرة من قِبل مجموعة من الطلاب وقد تعامل معهم بمفرده مفاجئا النّقاد. مع عامه الثالث بدأ وايلد بتكوين نفسه وأُسطورته بجدية. ورأى أن تعلمه التطوير له طرق أكبر بكثير من النصوص المقررة. أنتج هذا الموقف إيقافه من قبل الجامعة لمدة فصل واحد وعاد بعد ذلك من غير مبالاة إلى الكلية متأخرا من رحلته إلى اليونان مع بروفوسور ماهافي.
لم يلتق وايلد بوالتر باتر (Walter Pater) حتى سنته الثالثة، لكنه كان متأثرا بكتابه دراسات في تاريخ عصر النهضة. الذي نشر في سنته الأخيرة في الثالوث. ناقش باتر أن حساسية الإنسان للجمال يجب أن تكون فوق كل شيء آخر. ويجب أن تشعر بمدى جمال كل لحظة. بعد عدة سنين وفي دي بروفانديس (De Profundis) قال وايلد عن دراسات باتر «إن الكتاب أثر بشكل غريب على حياتي» فدرس فصول الكتاب بجدية وحمله معه في رحلاته على مر السنين. أعطى باتر وايلدي حِسا ً للتفاني في الفنون في حين كان جون راسكن (John Ruskin) المسؤول عن إعطائه ذلك. عجز راسكن عن التقييم الذاتي لجماليات باتر معللا ذلك بأهمية أن قدرة الفن تكمن في تحسين المجتمع ورقيه. احترم راسكن الجمال ولكن كان يعتقد أنه يجب أن يكون حليفاً ومتعاقدا مع الأخلاق. عندما حضر وايلد سلسلة محاضرات راسكن مدارس الجماليات والرياضيات للفن في فلورنس تعلم عن الجماليات والعناصر الغير رياضية للتلوين وبالرغم من أنه لم يكن سباقاً في الثورة أو العمل اليدوي لكن تطوع وايلد في مشروع راسكن لتحويل طرق المستنقعات في الدولة إلى طرق جميلة تحيطها الزهور.
فاز وايلد في 1878 بجائزة نيوديقيت "Newdigate Prize " لقصيدته رافينا "Ravenna" والتي قد عكست زيارته إلى هناك في السنة التي قبلها وقد قرأها في حينه في إنكانيا "Encaenia". في نوفمبر 1878 تخرج بمرتبة الشرف الأولى "double first" بدرجة البكالريوس في الاعتدال الكلاسيكي والإنسانية الفرعية (Literae Humaniores(Greats))
كتب وايلد إلى صديقه قائلاً: «تحير النبلاء وعجزوا عن الكلام – فالولد السيئ قد قام بأداء جيد في النهاية»

### أول ظهور له في المجتمع

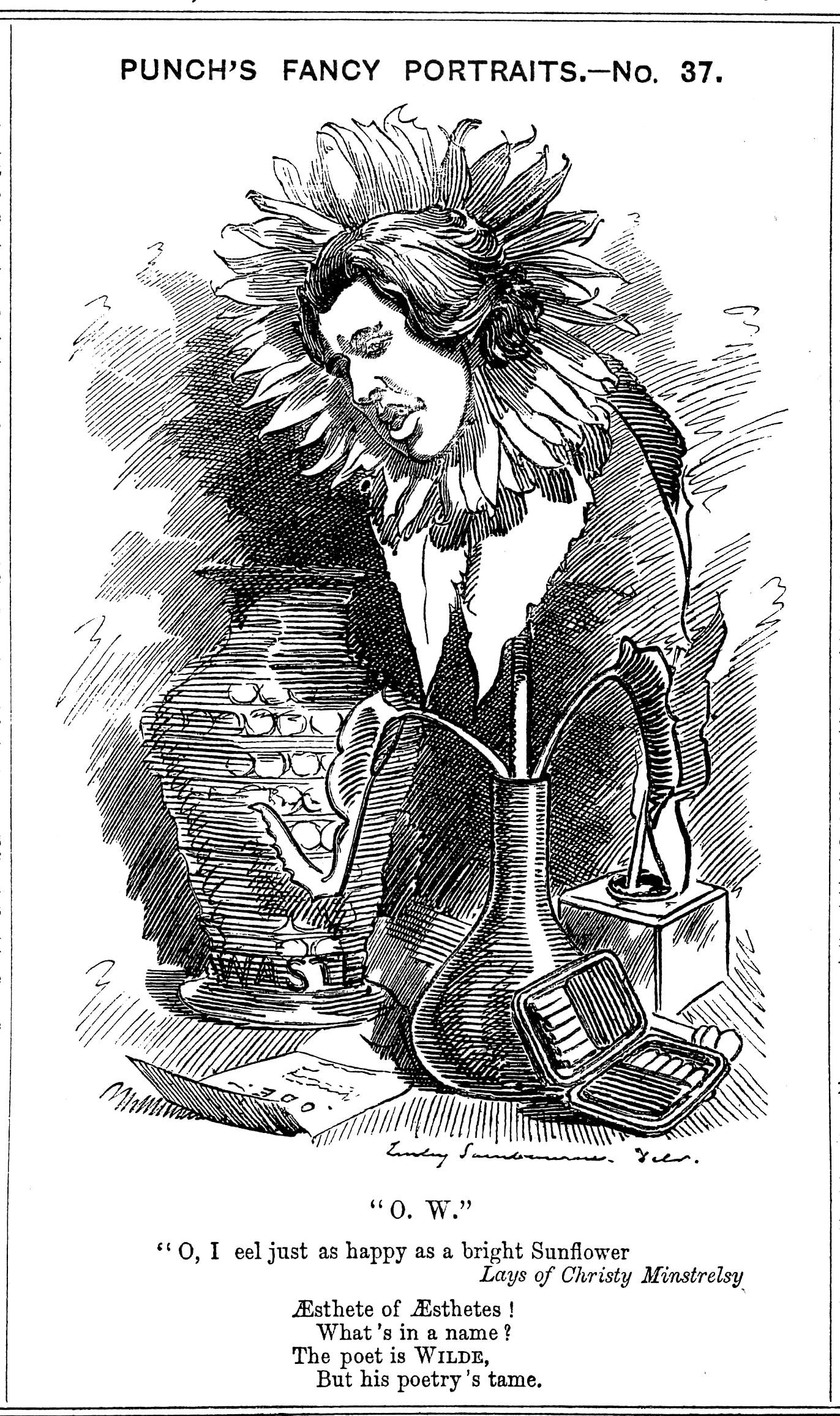
كاريكاتير من مجلة بنش، 1881

بعد تخرجه من أكسفورد عاد وايلد (Wilde) إلى دبلن (Dublin), حيث التقى ثانية بـ فلورنسا بالكومب (Florence Balcombe), حبيبة قلبه في مرحلة الطفولة. ولكنها كانت مخطوبة لبرام ستوكر (Bram Stoker) وتزوجا في عام 1878. خاب ظن وايلد (Wilde) لكنه ظل متماسكا فقد كتب لها متذكراً الماضي «السنتين الجميلتين ــ من أجمل السنوات في شبابي كله- هي التي قضياها معاً». وذكر أيضاً رغبته ب«العودة إلى إنجلترا (England), ربما من أجل الخير». وهذا مافعله في عام 1878 زار أيرلندا مرتين فقط لفترة وجيزة.
كان غير متأكد من خطوتة التالية وخاطب عدة معارف ليستفسر عن الوضع الكلاسيكي في جامعة أوكسفورد (Oxford) أو كامبريدج (Cambridge). وسلم مقال «نشأة النقد التاريخي» كمشاركة في جائزة مقال المستشار لعام 1879, على الرغم من أنه لم يعد طالباً إلا أنه كان ما يزال مؤهلاً للمشاركة. موضوعه «النقد التاريخي فيما بين القدماء» كان يبدوا كموضوع جاهز لوايلد (Wilde) ــ بسبب مهارتة في التعبير والتعليم القديم ــ لكنه كافح ليجد صوتاً طويل الأمد وبسيطا وذو أسلوب علمي. على غير العادة لم تمنح جوائز في ذلك العام. مع آخر ميراث له من بيعة منزل والده صنف نفسه كطالب علم في لندن (London). التعداد السكاني البريطاني في عام 1881 صنفت وايلد (Wilde) كساكن لشارع 1 تايت (Tite), تشيلسيا، حيث فرانك مايلز (Frank Miles), رسام الشعب، كان عبارة عن رب الأسرة. سوف يقضي وايلد (Wilde) الست سنوات التالية في لندن وباريس والولايات المتحدة حيث يسافر لإلقاء المحاضرات.
كان قد نشر قصائد وكلمات في مجلات منذ دخوله كلية الثالوث الأقدس، خصوصاً في (Kottabos) ومجلة دبلن (Dublin) الجامعية. في أواسط 1881 في عمر الـ 27 سنة جمعت قصائدة ونقحت وتوسعت جهوده الشعرية. تم استقبال الكتاب عموماً بشكل جيد، وبيعت من طبعته الأولى 750 نسخة مما أدى إلى زيادة المطبوعات في العام 1882. كان مغلف بميناء مطلي وغطاء نفيس (منقوش بزهر مطلي بالذهب) ومطبوع على ورقة هولندية بصناعة-يدوية. قدم وايلد (Wilde) عدة نسخ لكبار الشخصيات والكتاب الذين رحبوا به خلال السنوات القليلة الماضية. أدان اتحاد أوكسفورد الكتاب بسرقة أدبية في تصويت متشدد. أعاد أمين المكتب الكتاب الذي طلبه للمكتبة حيث قدم نسخة بها ملاحظة اعتذار لوايلد (Wilde). ناقش ريتشارد إلمان (Richard Ellmann) قصيدة وايلد "Hélas!" كان صادقاً رغم التوهجسعى لشرح المتضادات التي يراها في نفسه:
انجرف مع كل رغبة بـ روحي

على وتر العود حيث تستطيع كل الرياح العزف!
وقد كانت مجلة بنشكانت أقل حماساً، فرأيهم حوله كان بأن «الشاعر هو أوايلد (Wilde), لكنه ذو شعر مكبوح».

### أمريكا 1880

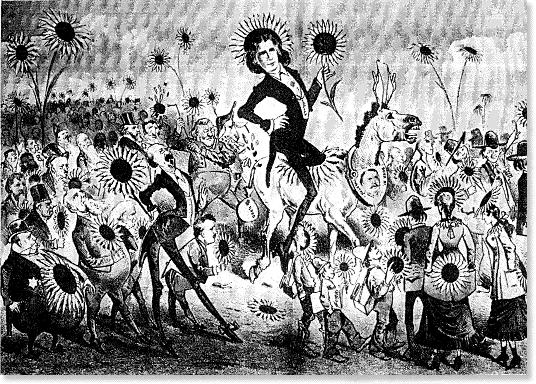
كيلر الكرتون من الزنبور سان فرانسيسكو(مجلة)تصور وايلد بمناسبة زيارته هناك في عام 1882

كان للجمالية شعبية بما فيه الكفاية لرواج تصويرها من قبل جيلبرت (Gilbert) وسوليفان (Sullivan) في الصبر (Patience) في عام 1881.
كان ريتشارد دويلي كارت (Richard D'Oyly Carte) مدير فرقة إنجليزية وقد دعى وايلد (Wilde) إلى رحلة لمحاضرات في أمريكا الشمالية، وكانت تتزامن مع أول سياحة للولايات المتحدة كتاب (الصبر) والبيع وكان ذلك أعظم جذب لمحبي الجمال من الشعب الأمريكي. فسافر وايلد على متن سفينة الـ إس إس أريزونا (SS Arizona) ووصل في الثاني من يناير عام 1882 ونزل من السفينة في اليوم التالي وقد كان مخططاً للأربع أشهر الماضية وكان ذلك مستمراً لأكثر من عام مما كان مناسب للنجاح التجاري.
حاول وايلد (Wilde) وضع الجمال بجانب بعضه البعض ورأى في ذلك الفن الحياة اليومية وكان ذلك واقعياً ومشروعاً فلسفيا. في أوكسفورد (Oxford) كان مقيداً نفسه بالأواني الصينية الزرقاء وزنابق الماء والآن واحدة من محاضراته كانت حول التصميم والطبيعة الداخلية، وحين سئل عن تفسير عرضه للبيكاديلي (Piccadilly) في لندن مع شعره الطويل أجاب قائلاً «ليس المهم هل فعلت ذلك أم لا المهم إذا كان الناس فعلاً يعتقدون بأنني فعلت ذلك»
يؤمن وايلد (Wilde) بأن الفنان يجب أن يملك المثل العليا التي تحل محل الجمال والأخلاق والمتعة.
وايلد (Wilde) والجمالية كانا كلاهما بلا رحمة وتم انتقادهم في صحافة سبرينغفيلد الجمهورية (Springfield Republican) فعلى سبيل المثال علق على سلوك وايلد (Wilde) والطريقة التي يتعامل بها خلال زيارته لبوسطن (Boston) لإلقاء محاضرته عن الجمالية مما أوحت تصرفاته بأنه كان يريد كسب السمعة السيئة بدلاً من التفاني بالجمال والجمالية.
كتب تي دبليو هيغنسون (T.W. Higginson) وكان رجل دين ومؤيد لمبدأ إلغاء الرق في كتاب «الرجولة الجبانة» وكان ذلك من حرصه العام على وايلد (Wilde) «التمييز الوحيد هو أنه الذي كتب مجلد من الآية المتواضعة جداً» وقد يؤثر ذلك بشكل غير مباشر على الرجل والمرأة
وعلى الرغم من إستقباله المعادي للصحافة إلا أنه كان يحظى باستقبال جيد في عروض متنوعة في جميع أنحاء أمريكا، وكان يشرب الويسكي مع عمال المناجم في ليدفيل في كولورادو (Leadville, Colorado)، وقد تم تكريمه في أكثر صالونات المدن التي زارها.

### أوسكار وايلد في لندن: زواجه وحياته الاجتماعية

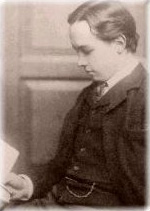
روبرت روس في عمر 24.

كان دخل «أوسكار» بالإضافة إلى الدخل المتوقع من «دوقة بادوا» (The Duchess of Padua) قد جعله ينتقل إلى باريس بين فبراير ومنتصف مايو 1883 م، وبينما هو هناك التقى بـ«روبرت شيرارد» (Robert Sherard) الذي قام «أوسكار» بالترفيه عنه باستمرار، حتى أنه كان يقول «سنتناول الطعام الليلة على حساب الدوقة» قبل أن يصطحب «روبرت» إلى أحد المطاعم الفاخرة.
في أغسطس من العام ذاته عاد «أوسكار وايلد» إلى نيويورك لفترة وجيزة لإنتاج مسرحيته الأولى " فيرا" (Vera) بعد أن تم رفضها في لندن (تدور أحداث المسرحية في روسيا)، وللمسرحية اسم آخر هو العدميين " (Nihilists)، ولقد قيل أن «وايلد» قام بتسلية الركاب وترفيههم بإنشاد قصيدته " تحيا الإمبراطورة" Ave Imperatrix!" وهي قصيدة عن بريطانيا تتحدث عن صعود وسقوط الإمبراطوريات (القصيدة تحمل عنواناً لاتينياً)، حيث" Ave Imperatrix" تعني " تحيا الإمبراطورة " وهنا يمكن قراءة القصيدة كاملة، وقد وصف (أي سي ستيدمانE.C. Stedman _) في (شعراء العصر الفيكتوري) هذه " القصيدة الغنائية عن إنجلترا " بأنها قطعة شعرية مفعمة بالقوة والشاعرية والبلاغة ". [ملاحظات 3[
في البداية كان حضور «أوسكار» بارزاً من جديد حيث حصلت مسرحيته على تقبل جيد من الجمهور، لكن عندما جاءت تعليقات النقاد فاترة على المسرحية انخفض عدد الحضور بشكل حاد حتى أغلقت المسرحية بعد أسبوع واحد من بداية عرضها، وغادر «أوسكار» للعودة إلى إنجلترا لإلقاء محاضرات: انطباعات شخصية عن أمريكا، وقيمة الفن في الحياة الحديثة، وقد كانت ملاحظاته عن «اللباس» في أمريكا هي أحد المواضيع التي ناقشتها محاضراته.
في لندن عام 1881 م تعرف على «كونستانس لويد» (Constance Lloyd) ابنة «لويد هوراس» (of Horace Lloyd) أحد مستشاري الملكة الأثرياء، ثم حدث أن كانت «كونستانس» في زيارة إلى «دبلن» عام 1884 م عندما كان «أوسكار وايلد» يلقي محاضرة في قاعة «غايتي» (Gaiety Theatre))فتقدم لها «أوسكار» وتزوجا في 29 مايو 1884 م في الكنيسة سانت جيمس الأنجليكانية في بادينغتون في لندن.
كان البدل السنوي الذي تتلقاه «كونستانس» والذي قيمته 250 جنيه أسترليني يعد كبيراً جداً بالنسبة لامرأة شابة في ذلك الوقت (ذلك المبلغ يعادل ما قيمته 19,300 جنيهاً إسترلينياً في زماننا الحالي)، ولكن ذوق عائلة «وايلد» (أوسكار وزوجته كونستانس) فيما يتعلق باللباس والأثاث كان باذخاً نسبياً مع ذلك المبلغ، وأخذا يقدمان نصائح للآخرين فترة طويلة عن شئون التصميم حتى أن الآخرين توقعوا أن يضع «أوسكار» وزوجته معايير مبتكرة في بيتهما، وهكذا فإن البيت رقم 16 بشارع «تايت» (Tite Street) قد تم تجديده بشكل كامل وكما ينبغي في سبعة أشهر وبتكلفة كبيرة، وقد رزق الزوجين بطفلين من الذكور هما سيريل (Cyril) عام 1885 م وفيفيان (Vyvyan) عام 1886 م، وقد توفي ابنه «سيريل» في الحرب العالمية الأولى على يد قناص ألماني، بينما عاش فيفيان حتى توفي في الثمانين من عمره، وأنجب طفلاً واحداً هو «ميرلين هولاند» والذي أنجب بدوره طفلاً واحداً هو«لوسيان» (Lucian).
وعندما كتب «جورج برناردشو» (George Bernard (Shaw) عريضة للعفو عن اللاسلطويين بعد مذبحة «سوق القش» (The Hay Market Massacre) في شيكاغو عام 1886 م كان «أوسكار وايلد» هو صاحب التوقيع الوحيد من بين الأدباء على تلك العريضة في مذبحة «سوق القش» واعتقل بعض المتظاهرين الذين اتهموا بأعمال شغب وفوضى ثم أعدموا بعد ذلك.
تعرف «أوسكار وايلد» أيضاً على الصحفي الكندي «روبرت بالدوين روس» (Robert Baldwin Ross) والذي قرأ قصائد «أوسكار وايلد» قبل لقائهما، «روبرت روس» وهو الصديق المقرب لـ«أوسكار»، كان «روبرت روس» مستهتراً بالحظر الفيكتوري للمثلية الجنسية لذا كان يصرح بميوله المثلية إلى الحد الذي جعله يقصي نفسه عن عائلته، وبحسب «ريتشارد إلمان» (Richard Ellmann) فإن «روبرت» كان وهو في سن السابعة عشرة لا يزال صغيراً جداً لكنه في نفس الوقت يعرف الكثير، وكان قد قرر إغواء «وايلد» «جنسياً», وكان «وايلد» قد ألمح طويلاً إلى الحب اليوناني (الحب اليوناني مصطلح استخدمه بعض المؤرخين للدلالة على الميول المثلية الجنسية) ووفقاً لـ (دانيال مندلسون «(Daniel Mendelsohn فإن «وايلد» كان» بدأ في ممارسة الجنس المثلي «عن طريق «روبرت روس»، بينما كان زواجه قد بدأ في الانهيار بعد حمل زوجته الثاني حيث أصبح منبوذاً جنسياً من قبلها»

## الكتابة النثرية 1886 م-1891 م

### الصحافة ورئاسة التحرير 1886 م-1889 م

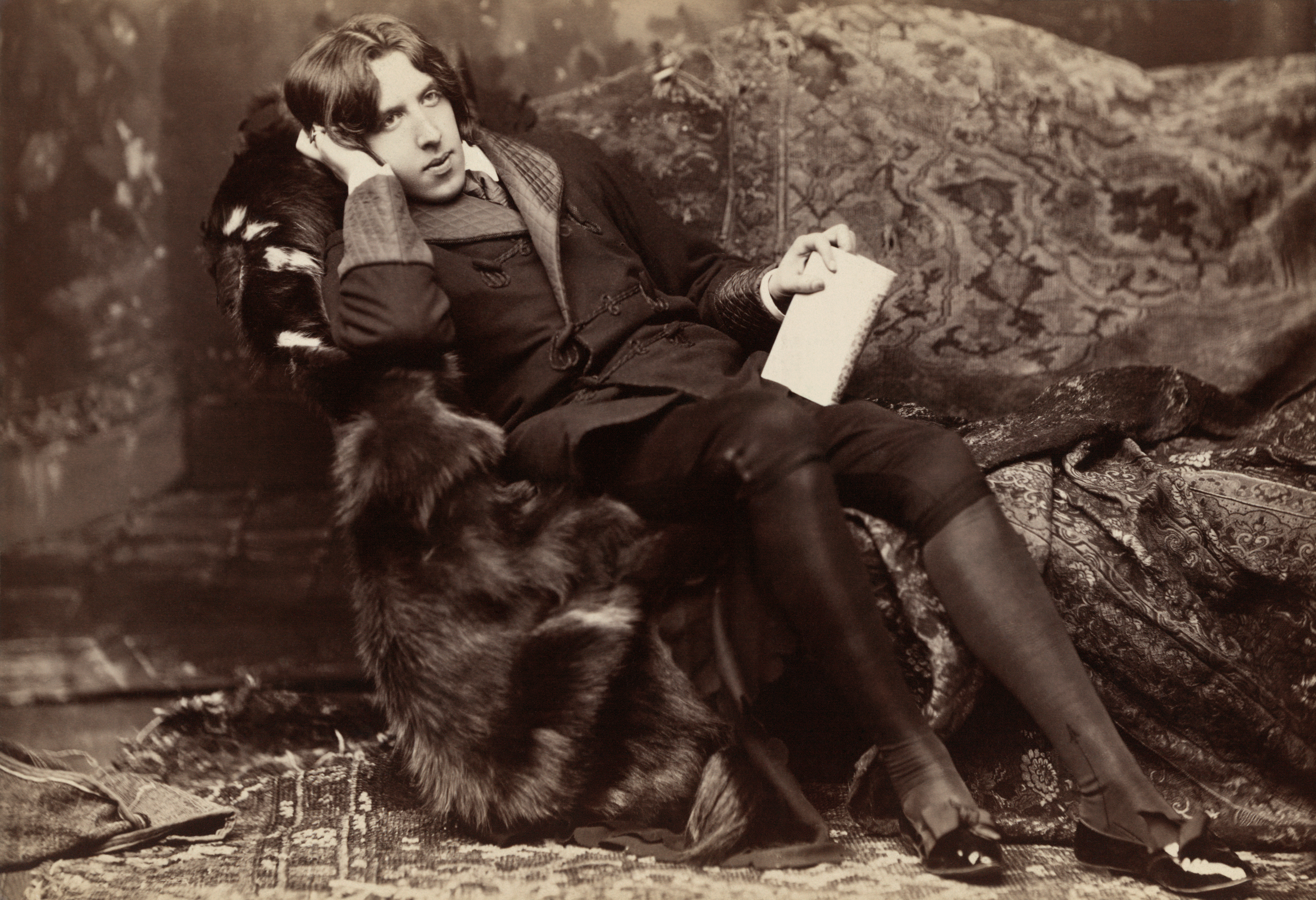
أوسكار وايلد يتكئ مع قصائد لساروني نابليون في نيويورك في عام 1882. وايلد يحب كثيرا أن يظهر خاملا، على الرغم من انه في الواقع عملَ بجد، وبحلول أواخر '80s كان أب، ومحرر، وكاتب

أثارت الانتقادات الفنية التي وُجهت لصحيفة بول مول جازيت (Pall Mall Gazetta) خطابًا في الدفاع عن النفس، وسرعان ما انضم وايلد لتلك الصحيفة مع مجلات أخرى، وذلك في عام 1885 م وحتى عام 1887 م. وقد استمتع وايلد بالمراجعات والصحافة، حيث ناسبت طريقة الكتابة أسلوبه. واستطاع وايلد تنظيم آرائه في الفن والأدب والحياة، ونشرها بشكل أكثر إمتاعًا من المحاضرات، كما أصبحت مراجعات إيجابية ومتداولة. وقد دعم وايلد قضية القومية الأيرلندية كما فعل والديه من قبله. وعندما أُتهم تشارلز ستيوارت بارنل (Charles Stewart Parnell) زورًا بالتحريض على القتل، كتب وايلد في صحيفة «الوقائع اليومية» (Daily Chronicle) سلسلة من المقالات الذكية المدافعة عن بارنل.
وقد برزت موهبة وايلد في الصحافة بصورة ملحوظة، والتي كانت مستقرة سابقًا على التنشئة الاجتماعية. ومع اكتمال شبابه، وبدعم من عائلته، أصبح وايلد رئيس تحرير مجلة «عالم السيدات»، وكان ذلك في عام 1887 م، وتصدر اسمه صفحة الغلاف. ثم غير وايلد اسم هذه المجلة إلى «عالم المرأة» (The Woman's World)، ورفع من مستواها اللغوي ولهجتها، كما أضاف لها مقالات جادة عن التربية والثقافة، ولم يغفل عن نقاشات الموضة والفنون. كما تضم المجلة عادة قصتين إحداهما للأطفال والأخرى للسيدات. وقد عمل وايلد بجد لاستقطاب مشاركات جيدة من معرفته الفنية -مستفيدًا من معرفة السيدة وايلد (Lady Wild) وزوجته كونستانس (Constance)- وذلك في الوقت الذي كان عمله الخاص «مذكرات أدبية وأخرى» رائجًا ومسليًا في نفس الوقت. لكن الحيوية والنشاط التي أشعلها وايلد في ذلك المنصب بدأت تقل، وأصبحت الإدارة والتردد يوميًا على العمل والحياة المكتبية مُملة بالنسبة له. ومع مرور الوقت بدأ اهتمام وايلد يقل، وعاد اهتمام الناشرين للدوريات من جديد، غير أن المبيعات -تقدر بشلن واحد في أعلى سعر- ظلت متدنية. ومع تساعد رسائل التوجيهات، بدأ وايلد فترة جديدة من العمل الخلاق، وأصبح عموده الخاص ينشر في فترات غير منتظمة. وفي أكتوبر من عام 1887 م، وجد وايلد نفسه في النثر. ومع نهاية المجلد الثاني ترك وايلد مجلة «عالم المرأة»  تلك المجلة التي جعلته يقف على قدميه في مجلد واحد.

### قصص الخيال
نشر وايلد (Wilde) قصة الأمير السعيد وحكايات أخرى سنة 1888 م كما استمر في كتابة القصص الخيالية للمجلات. وفي عام 1891م نشر مجموعتين جديدتين هي: جريمة السيد ارثر سافيل (Arthur Savile's) وحكايات أخرى، وفي سبتمبر نشر قصة بيت الرمان وقد كانت مهداة إلى كونستانس ماري وايلد Constance Mary Wilde".
في يوليو 1889م نشر كتاب السيرة الذاتية للسيد دبليو. اتش (W.H) في مجلة بلاكوود ايدنبرغ Blackwood's Edinburgh Magazine) وكان قد بدأ في كتابته عام 1887م. وهي قصة قصيرة عبارة عن حوار يتضمن نظرية بأن أشعار شكسبير في سوناتاته كانت تعبير عن مشاعره حيال الممثل الشاب ويلي هوز (Willie Hughes") وفيها طرح هذه النظرية ثم تراجع عنها ليطرحها مجددا، والدليل الوحيد على هذه النظرية هو تمويهان افتراضيان في الأشعار نفسها.
يبدأ الراوي المجهول مشككا في النظرية ثم معتقدا بها، لينعزل برأي القارئ بعدها ثم يختم بقوله «هناك حقا الكثير ليقال عن نظرية هيوز ويلي من سوناتات شكسبير». لنجد أن الخيال والحقيقة قد اختلط في النهاية معاً" لا يسعك إلا أن تصدّق بويلي هيوز..أكاد أنا نفسي أصدق به ! " يقولوها وايلد مخاطباً أحد معارفه.
- الأمير السعيد
- الأمير السعيد وحكايات أخرى
- جريمة السيد ارثر سالفيز (Arthur Savile's) وحكايات أخرى
- بيت الرمان
- السيرة الذاتية للسيد دبليو. اتش (W.H)

### المقالات والحوارات - المقالات الرئيسية

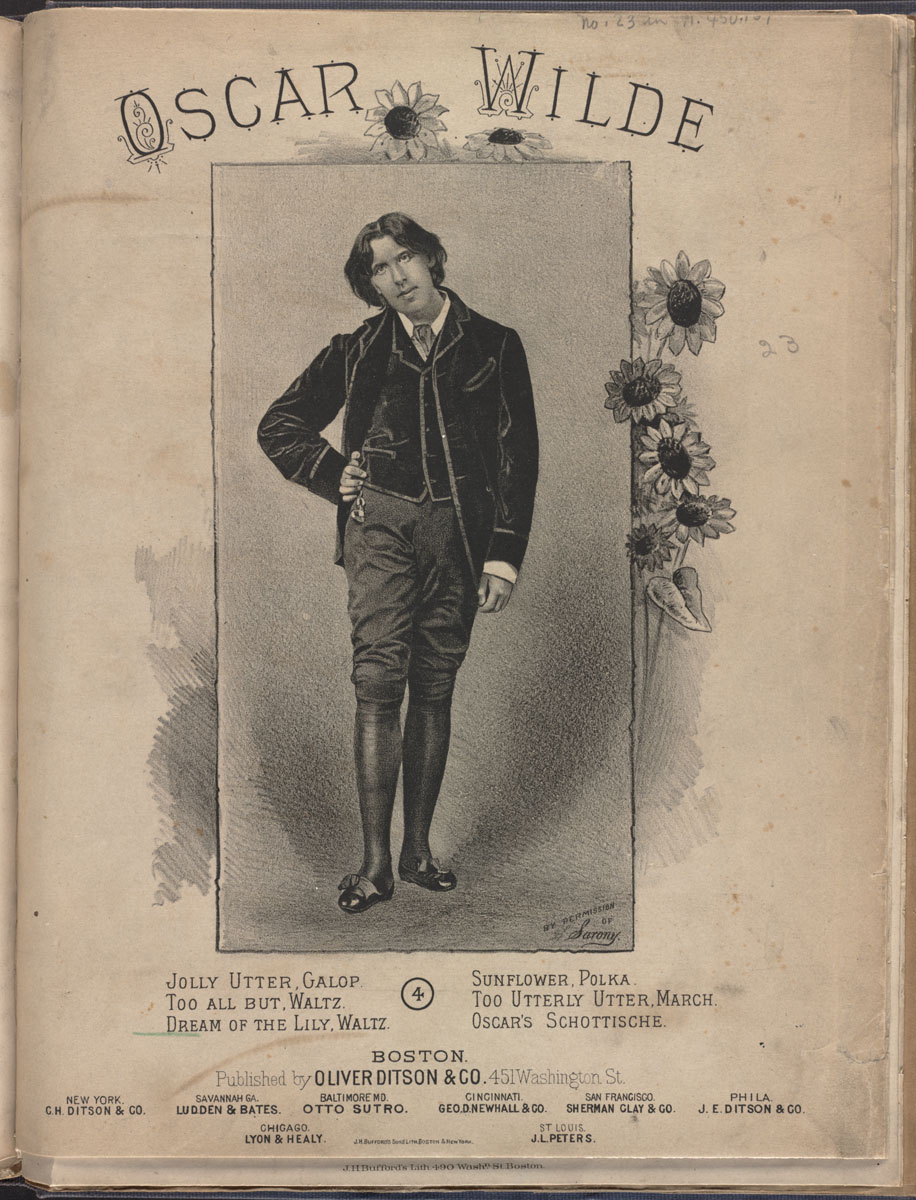
صفحة الغلاف الموسيقي، 1880s

روح الرجل تحت ظل الاشتراكية، واضمحلال الكذب، والناقد كالفنان.
صفحة الغلاف الموسيقى، 1880 م
بعد أن أتعبت الصحافة وايلد، كان مشغولاً بترتيب أفكاره الجمالية في سلسلة من الأعمال النثرية والتي نشرت في المجلات الأدبية والفكرية الأشهر آنذاك.
في يناير 1889 م نشر (اضمحلال الكذب) -وهي عبارة عن حوار ظهر في القرن التاسع عشر- وقلم الحبر، وقلم رصاص مع سم (مفرد سموم)، وهي سيرة ساخرة لتوماس جريفيث واينرايت في مجلة نصف شهرية، حررها صديق وايلد فرانك هاريس (Frank Harris). اثنان من أربع كتابات لوايلد هي عبارة عن نثريات وحوارات وعلى الرغم من تطور وايلد مهنيا من محاضر إلى كاتب فقد أبقى نوعا ما على التقليد الشفهي، فبالإضافة إلى تميزه بسرعة بديهته وقدراته كراوي فهو غالبا ما يؤلف مستخدما جمل مركبة وأقوال ذكية ونكت مطولة ينظمها في عمل متجانس ومتماسك.
كان وايلد قلقا من تأثير المواعظ على الفن وقد كان مؤمنا بأثره في الإصلاح والتنمية ويرى بأن: «الفن هو التميز، والتميز قوة مزعجة ومفككة» وهنا يكمن أثره الكبير حيث أنه يهدف إلى تفكيك الرتابة والخضوع للعادات والتقليل من تحول الإنسان إلى آلة.
وفي نصه السياسي الوحيد: «روح الإنسان تحت ظل الاشتراكية» ناقش بأن الظروف السياسية لها الصدارة في ذلك، وتوصل إلى أنه لا قابلية للحكومة على الفن.
وتصور وايلد بأن التقنية في المجتمع ستخفف من جهود الإنسان للضروريات وتوجهها بدلا عن ذلك في الإبداع الفني. جورج أورويل لخص ذلك كنتيجة: «إن العالم سيحوي العديد من الفنانين، وكل واحد منهم يطمح للكمال بالطريقة التي يراها مناسبة»
وجهة نظره هذه لم تجعله حليفا مع فابيان the Fabians وهم مجموعة من العلماء كانت قد دعت الحكومة إلى التغيير في الظروف الاجتماعية وكذلك لم تقربه من الطبقات التي سبق وأمتعها.
قدم هيسكيث بيرسون Hesketh Pearson مجموعة من مقالات وايلد في عام 1950 م مشيرا كيف أن مقال (روح الرجل تحت ظل الاشتراكية) كان ملهما للثوار الروس وعلق على الحقبة الستالينية «أنه لمن المشكوك فيه وجود أي مكان غير خاضع للتفتيش والتي يمكن الآن الاختباء فيه»
قرر وايلد أن يضمن هذا الكتيب وصورة مستر دبليو إتش The Portrait of Mr. W.H ومقالته عن سونيتات شكسبيرية (السونيت قصيدة من 14 بيت) في مختارات جديدة لعام 1891 م، ولكنه في النهاية قرر أن يجعله فقط حول الجمالية. كانت مجموعة (النوايا Intentions) تحتوي على 4 مقالات: اضمحلال الكذب، القلم وقلم الرصاص والسم، حقيقة الأقنعة (والذي نشر لأول مرة 1885 م) والنقد كفنان في جزئين.
بالنسبة لبيرسون -كاتب السيرة - فإنه اعتبر أن المقالات والحوارات تبرهن على عبقرية وايلد وشخصيته الفطنة والرومانسية والمحاورة والمحاضرة والإنسان والعالم؛ وعلق على ذلك ملخصا «ليس هناك أي من منتجاته لديه هذا الحضور المشكك.»
تبين لاحقا أن 1891 م كانت (سنة الإنجاز annus mirabilis) بالنسبة لوايلد فبجانب مختاراته الثلاثة فقد نشر أيضا روايته الوحيدة.

### رواية (صورة دوريان قراي)

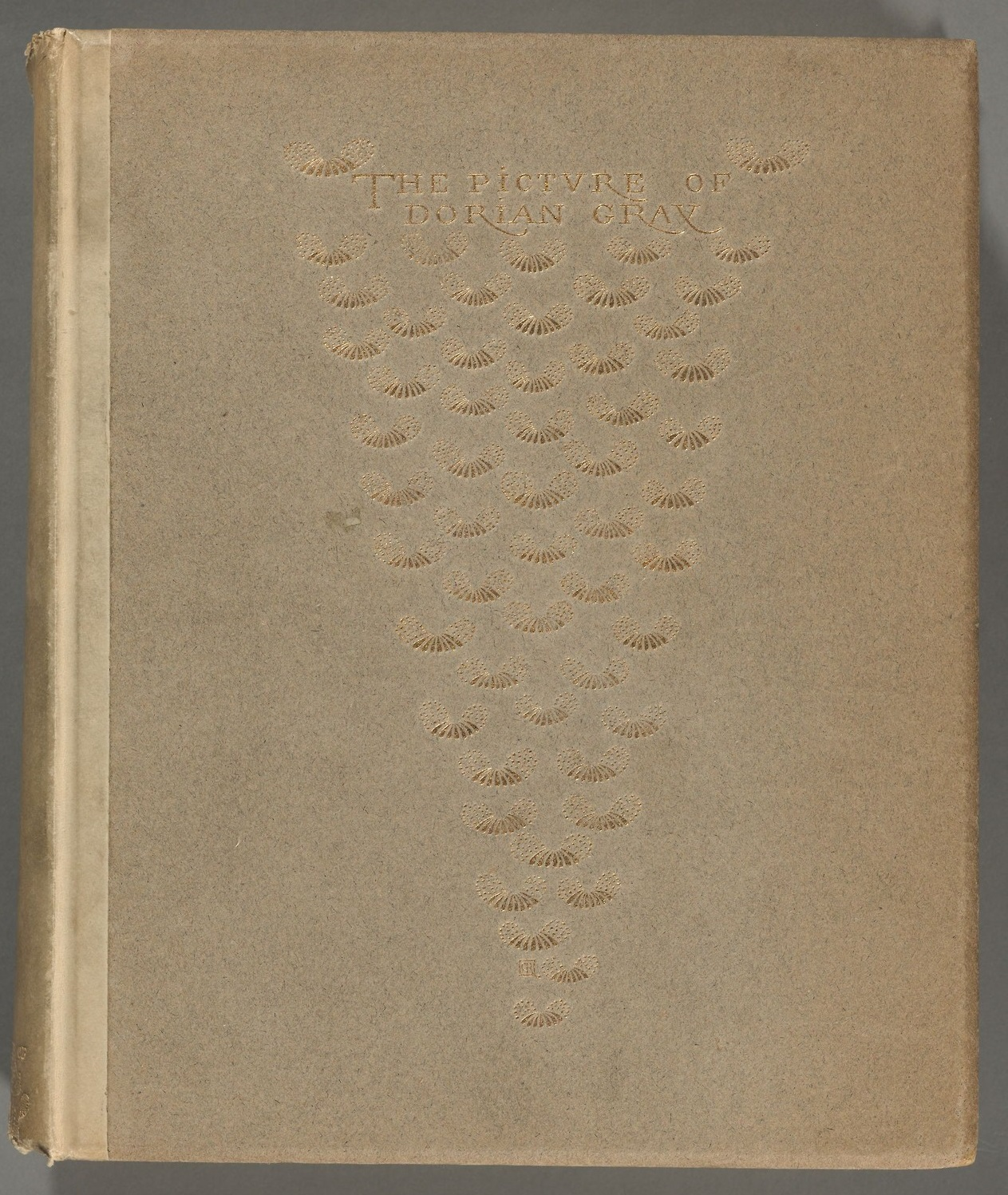
الطبعة الأولى لرواية صورة دوريان قراي (1891)

نشرت النسخة الأولى من رواية صورة دوريان قراي "The Picture of Dorian Gray" كقصة رئيسة في مجلة ليبينيكوتس lippinicott's الشهرية في عام 1890 م مع خمس قصص أخرى. تستهل الرواية برجل يرسم صورة لرجل يدعى قراي ذو وجه طويل يشبه العاج وأوراق الزهور، يدخل قراي عندما ينتهي الرسام ليرى صورته أمامه لينهار بعدها لأنه سيشيخ وستتغير ملامحه الجميلة بينما ستبقى الصورة على حالها المشرقة إلى الأبد. قام من غير قصد بعقد صفقة مع الشيطان Faustian bargain حتى يحافظ على شبابه تاركا صورته لتشيخ. يعتقد وايلد بأهمية الفن لإرشاد الحياة إذا كان هدفها الوحيد هو البحث عن الجمال. سعى وايلد للربط بين الجمال في الفن بالحياة اليومية عن طريق السماح لقراي للهروب من التغيرات الحسية التي ستطرأ عليه عند الكبر جاعلا من لوحة قراي الشخصية التي تعاني من فقد المتعة المتعلقة بالجمال الخارجي.
انتقد القراء الرواية مباشرة لإتخامها بالتلميحات الجنسية كالموجودة في قصة الأحداث اليومية The Daily Chronicle المليئة بالتلميحات المبهمة والسامة التي تنفث رائحة الانحطاط الأخلاقي والروحي في القصة". رد وايلد على هذه الانتقادات بالكتابة لمحرر مجلة سكوت أبزرڤر Scots Observer موضحا رأيه في جماليات وأخلاقيات الفن قائلا: "إذا كان العمل غني ومهم سيلاحظ القراء المهتمون بالجانب الفني للعمل جماله وتميزه، أما بالنسبة للمهتمين بالجانب الأخلاقي للعمل الفني فسيتمكنون من استخلاص العبر والدروس الموجودة في العمل الفني". على الرغم من ذلك لم يأخذ وايلد هذا الرأي بعين الاعتبار عند نشره لكتابه عام 1891 م، الذي احتوى على مزيد من الانحلال؛ حيث أضاف ستة فصول وعدة مقالات تحتوي على أفكار صريحة للشذوذ الجنسي، ومقدمة تحتوي على 22 قصيدة ساخرة بكتابة هذا البيت: "تكتب الكتب بشكل جيد أو بشكل سيئ، هذا كل ما في الأمر! ".
افترض القراء والنقاد المعاصرين مصادر عديدة استخدمها وايلد عند كتابته للرواية، علق الناقد يرشوا ماك كورماك Jershua McCormack على هذا الفعل "بغير المجدي" لأن وايلد رجع لجذور الفلكلور الغربي والذي جعل من القصة تحتوي على التقاليد اللفظية. أكد وايلد أن القصة التي استخدمها قديمة قدم التاريخ والتي جعلت منها شكلا مغايرا عند طريق حبكتي للقصة". صنف الناقد روبن مكي Robin McKie مستوى الرواية بالمتوسط مؤكدا نجاح وشهرة فكرة الرواية لكن الطريقة التي أتبعها وايلد حدت من انتشار هذا النجاح.

## مجال المسرح: 1892-95

### Salome سالومي

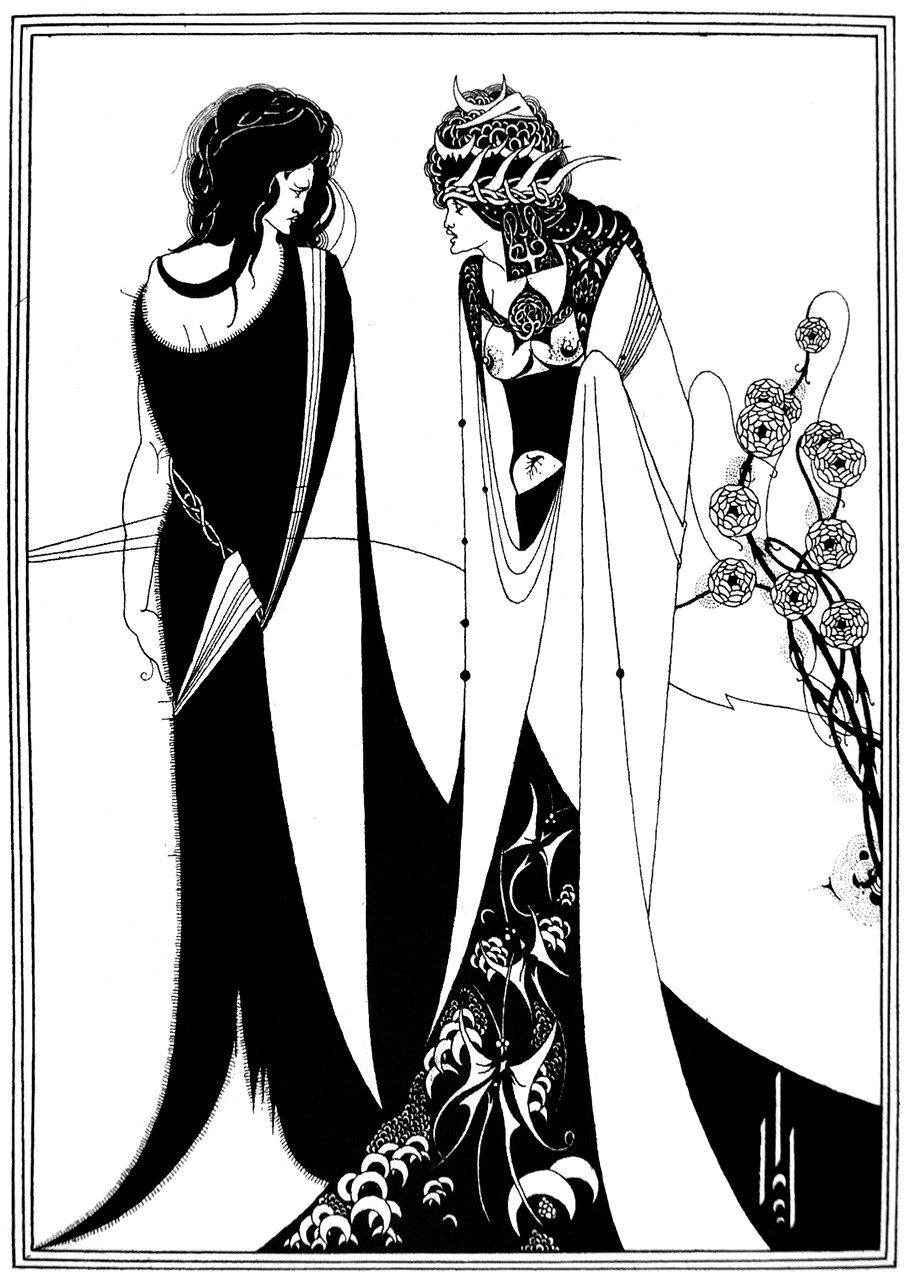
لوكانان وسالومي. التوضيح من قبل أوبري بيردسلي للطبعة 1893 من سالومي.

قامت إحصائيات السكان لعام 1891م بتسجيل منزل وايلد الواقع في الجادة السادسة عشر من شارع تايت، حيث كان يعيش مع زوجته كونستانس وأولاده.
على الرغم من كون وايلد مشهوراً في لندن أكثر من أي وقت مضى، إلا أنه لم يكن راضياً بذلك، فعاد إلى باريس في أكتوبر من عام 1891م، ولكن هذه المرة ككاتب محترم.
حيث تم استقباله في salons littéraires، وكان من ضمن مستقبليه Stéphane Mallarmé الشاعر الرمز الشهير في ذلك الوقت.
مسرحيتا وايلد خلال الثمانينات هي : Vera; or, The Nihilists and The Duchess of Padua لم تقابل بكثير من النجاح، لكنه واصل اهتمامه في المسرح، والآن بعد أن عثر على صوته في النثر، تحولت أفكاره مرة أخرى للقالب الدرامي، كما كانت أيقونية Salome في الكتاب المقدس تملأ رأسه.
في إحدى الليالي، بعد أن قام وايلد بتبادل الآراء حول رسم Salome على مر العصور، عاد إلى الفندق الذي يقيم فيه، حيث وقعت عيناه على دفتر فارغ ملقى على سطح المكتب. وبالمصادفة قام بكتابة ما كان يجول بخاطره، فكتب بسرعة وباللغة الفرنسية مسرحية جديدة أسماها Salome.
المأساة تروي قصة Salome الابنة التي كانت بهجة لأمها وفي نفس الوقت مثيرة لاستياء زوج أمها، والتي طلبت رأس Jokanaan على طبق من فضة ؛ كجائزة للرقص على رقصة الحواجز السبعة.
عندما عاد وايلد إلى لندن قبل أن يحين عيد الميلاد في باريس بفترة قصيرة، قامت إحدى الصحف بالإشارة إليه بعنوان (الحدث الكبير) هذا الموسم.
بدأت تدريبات المسرحية تأخذ مجراها، بما في ذلك تواجد الممثلة Sarah Bernhardt.
ولكن تم رفض المسرحية لعدم حصولها على ترخيص من اللورد تشامبرلين ؛ لأن المسرحية تصور شخصيات الكتاب المقدس.
تم نشر Salome في باريس ولندن معاً في عام 1893م، ولكن لم يتم تمثيلها حتى عام 1896م في باريس عندما كان وايلد مسجوناً في وقت لاحق.

### كوميديا المجتمع
وايلد (Wilde) الذي كان أول من بدأ رحلة تهيج المجتمع الفيكتوري بلباسه ونقاط حواره ثم إغضابه في «دوريان غراي» بروايته عن المنكر المخبأ تحت الفن، وجد أخيراً وسيلة لنقد المجتمع وفقا لشروطه. كان أول تمثيل لمسرحية «مروحة السيدة ويندرمير» في يوم 20 فبراير 1892 م في مسرح سانت جيمس، وكانت مليئة بنخبة من المجتمع. (على هذا السطح الكوميدي البارع، كان التخريب كامنا في: «أنه يختتم النص بإخفاء التواطؤ بدلا من الكشف الجماعي» الجمهور، مثل السيده يندرمير، يضطر لتليين قوانين اجتماعية قاسية لصالح وجهة نظر أكثر دقة)
المسرحية كانت ذات شعبية كبيرة، انتشرت في البلاد خلال شهور، ولكنها انتقدت كثيرًا من قبل النقاد المحافظين تلاها مسرحية «امرأة بلا أهميه» في عام 1893 م، كوميديا فيكتورية أخرى تدور حول شبح المواليد غير الشرعيين، وأخطاء الهويات والكشف المتأخر عنها. كلف وايلد (Wilde) لكتابة مسرحيتين إضافية، ومسرحية زوج مثالي كتبت في عام 1894 م، ثم توبعت في يناير عام 1895.
وقال بيتر رابي (Peter Raby)هذه المسرحيات الإنجليزية الأساسية كانت جيدة، «وايلد (Wilde) كان يضع عيناً على عبقرية إبسن (Ibsen) الهائلة والأخرى على المنافسة التجارية في أقصى غرب لندن، واستهدف جمهوره بدقة البارع».

### عائلة كوينزبري

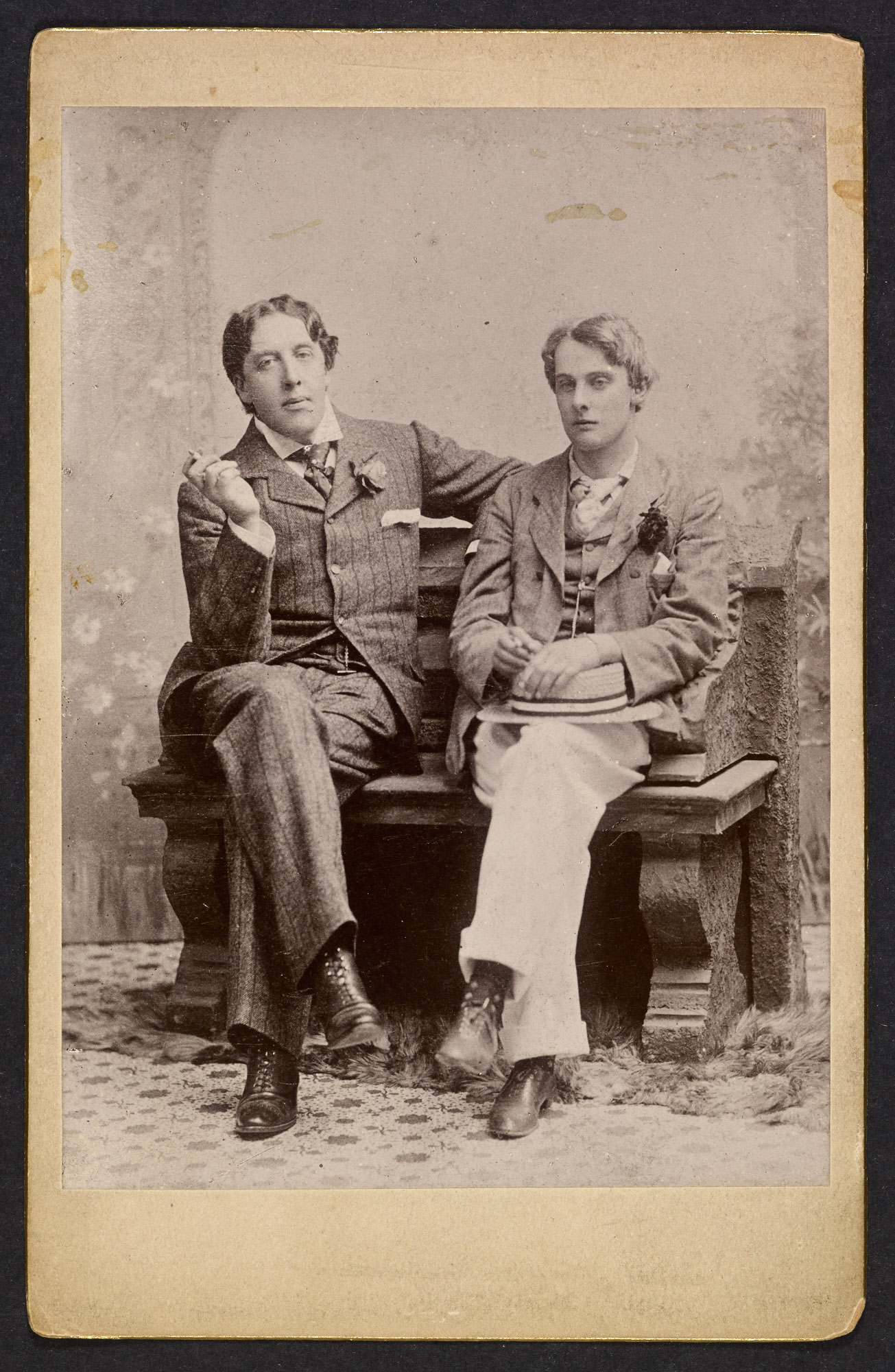
وايلد واللورد الفريد دوغلاس في عام 1893

في منتصف عام 1891 م قدم ليونيل جونسون (Lionel Johnson) وايلد (Wilde) لألفريد دوجلاس (Alfred Douglas) وهو طالب جامعي في جامعة أكسفورد في ذلك الوقت.
كان يعرف بين أسرته وأصدقائه باسم مستعار "Bosie" وكان شاباً وسيماً مدللاً.
نشأت صداقة حميمة بين وايلد (Wilde) ودوغلاس (Douglas) حتى عام 1893 م وأصبح وايلد (Wilde) مفتوناً بدوغلاس (Douglas) وانسجما معا بانتظام في علاقة عاطفية عاصفة، إذ كان وايلد (Wilde) طائشاً نسبياً في الطريقة التي تصرف بها، وكان دوغلاس (Douglas)مستهتراً في الأماكن العامة. وايلد (Wilde) الذي كان يحصل على ما يصل إلى 100 جنيه إسترليني في الأسبوع من مسرحياته (راتبه في عالم المرأة كان 6 جنيه استرليني) دلل دوغلاس (Douglas) في جميع نزواته مادياً أو فنياً أو جنسياً.
قام دوقلاس بجر وايلد إلى العالم الفيكتوري السري للبغاء الحاص بمثليي الجنس ومن عام 1892 م قدمه الفريلد تايلور إلى سلسلة من شباب الطبقة العاملة والبغايا من الذكور، وهذه المواعيد النادرة تتخذ في العادة الشكل نفسه حيث يلتقي وايلد بالصبي ويقدم له الهدايا ويتناول العشاء معه على انفراد ومن ثم ينتقلون إلى غرفة الفندق. وهؤلاء الأقران كانوا غير متعلمين وجاهلين بالأدب على عكس علاقاته المثالية مع روس وجون قري ودوغلاس الذين هم جزء من دائرته الجمالية .
وسرعان ما أصبحت حياته الخاصة والعامة منفصلة تماماً.في رسالته (من الأعماق) " De Profundis " كتب إلى دوغلاس قائلاً :"أنه كان مثل تناول الولائم مع الفهود فالخطر كان نصف الإثارة لم أكن أعرف ذاك حينما كانوا يضربونني كان هذا يعني مزيداً من الأنابيب والدفع!.
دوغلاس وبعض الأصدقاء من أكسفورد قاموا بتأسيس مجلة أكسفوردية اسمها The Chameleon والتي أرسل لها وايلد صفحة من المفارقات الموجهة إلى مراجعة السبت. "Phrases and Philosophies for the Use of the Young" التي أصبحت تحت الهجوم بعد ستة أشهر في محاكمة وايلد عندما أجبر على الدفاع عن المجلة التي أرسل إليها عمله. ولم يتم نشر مجلة The Chameleon مرة أخرى.
والد اللورد الفريد مركيز كوينيبري كان معروفاً بإلحاده الصريح وأسلوبه الفظ وإنشائه لقواعد الملاكمة الحديثة.
كوينزبري كان في صراع دائم مع ابنه، وواجه وايلد وابنه اللورد الفريد بشأن طبيعة علاقتهم عدة مرات لكن أوسكار كان قادراً على تهدئته.في يونيو 1894 م وضح موقفه لوايلد قائلاً :«أنا لا أقول أنك ذلك ولكنك تبدو وتظهر كذلك، وهو بنفس درجة السوء.وإذا أمسكت بك وبابني في أي مطعم عام سأقوم بجلدك» ورد أوسكار عليه قائلاً :«أنا لا أعلم ما هي قواعد كوينزبري لكن قاعدة أوسكار وايلد هي إطلاق النار فورا»
كتب لاحقاً في رسالته De Profundis «كان في مكتبتي في شارع تيتي يلوح بيديه الصغيرتين بغضب شديد، عندما وقف والدك قائلاً كل كلمة كريهة استطاع عقله الكريه على التفكير بها صارخاً بأقبح التهديدات التي نفذها بمكر لاحقاً.»
كوينزبيري وصف المشهد مرة واحدة قائلاً:«إن وايلد أراه الريشة البيضاء»، أي أنه تصرف بجبن.
برغم التزام وايلد بالهدوء إلا أنه أصبح متورطاً في شجار عائلي وحشي، ولم يكن يرغب بتحمل إهانات كوينزبيري لكنه كان يعلم أن مواجهته قد تؤدي إلى حدوث مالا يحمد عقباه حيث علاقاته ستكشف علناً.

### أهمية أن تكون جاداً

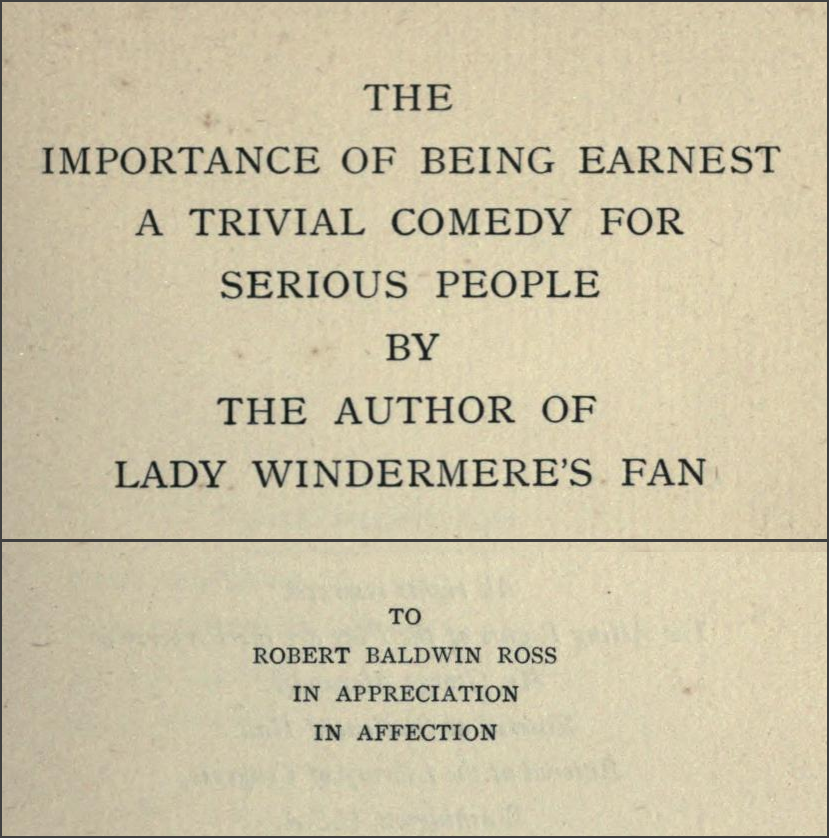
الطبعة الأولى من مسرحية أهمية أن تكون جاداً (1899)

مسرحية أوسكار وايلد الأخيرة عادت بمنظور الهويات المتحولة، أبطال المسرحية انخرطوا في عملية "bunburying" (المحافظة على شخصيات مختلفة في الريف والمدينة) مما سمح لهم بالخروج عن الأعراف الاجتماعية السائدة في العصر الڤيكتوري ذلك الوقت. لغة إيرنست إجمالاً أخف حدةً من مسرحيات وايلد الأخرى. رغم أن الشخصيات كانت تتحول للجدية في لحظات الأزمات، إرنست يفتقر إلى أسهم الشخصيات الوايلدية، «لايوجد امرأة ذات ماضي.» المبادئ لم تكن خسيسة أو ماكرة، ببساطة بعيدة عن المثالية، أما المرأة صغيرة السن في النص فلم تكن بتلك البراءة. بالرغم من أن الاحداث كلها وقعت في غرفة رسم ولم تحوي على الحركة والعنف، ارنست تفتقر إلى الوعي الذاتي بالانحطاط الذي احتوت عليه مسرحيات أخرى مثل صورة دوران قراي وسالومي.
هذه المسرحية تعتبر تحفة وايلد الفنية، وكتبت بشكل سريع في قمة نضجه الفني عام 1894م.
عرضت المسرحية لأول مرة في فبراير 1895م على مسرح سانت جيمس في لندن، وكان التعاون الثاني لوايلد مع جورج أليكساندر، مدير الممثلين. قام المؤلف مع المنتج بالمراجعة والتحضير والتدريب على كل سطر ومشهد في المسرحية خلال الشهور التي سبقت العرض الافتتاحي، ونجحوا بإنشاء تمثيل متقن للمجتمع الڤيكتوري وفي نفس الوقت السخرية منه.
خلال التدريب، اقترح ألكساندر على وايلد تقصير المسرحية من أربعة عروض تمثيلية لثلاثة مما وافق عليه وايلد.
العروض الافتتاحية في مسرح سانت جيمس كانت دائماً تعتبر (حفلات لامعة) وحفل افتتاح مسرحية «أهمية أن تكون جاداً» لم يكن استثناءً. الممثل آلان آينزورث والذي لعب دور (السيئ) في المسرحية قال لـ هيسكيث بيرسون «خلال تاريخي التمثيلي الذي امتد 53 عاماً، لا أذكر في حياتي نصراً مثل الذي رأيته تلك الليلة.»
الاستقبال المباشر لـ إيرنست كأفضل أعماله الفنية على الإطلاق نجح أخيراً في حفر اسمه في طريق النجومية وتكوين سمعة فنية صلبة.
ظلت إيرنست أشهر أعمال وايلد حتى هذا اليوم.
نجاح وايلد المهني انعكس على تصاعد صراعه مع كوينزبري.
كوينزبري كان قد خطط لإهانة وايلد علناً عن طريق إلقاء باقة من الخضراوات المتعفنة على المسرح أثناء العرض، وايلد تقدم ومنع دخول كوينزبري للمسرح. بعد خمسة عشر أسبوعاً كان وايلد مسجوناً.

## المحاكمات

### وايلد ضد كوينزبري

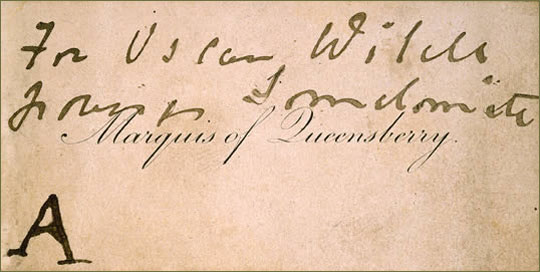
الماركيز بطاقة اتصاله في نادي اوسكار وايلد، مكتوباً عليها باليد مُهيناً " لأوسكار وايلد، متظاهراً كمثلي الجنس"

في الثامن عشر من فبراير عام 1895، ترك الماركيز بطاقة اتصاله في نادي اوسكار وايلد، البيمارل، مكتوباً عليها «لأوسكار وايلد، متظاهراً كلوطي» وبتحريض من دوغلاس وبخلاف نصيحة أصدقائه، قام وايلد برفع دعوى قضائية ضد كوينزبري، الذي ألقي القبض عليه بتهمة التشهير الجنائي وهي تهمة قد تصل عقوبتها إلى سنتين في السجن. (قانون التشهير 1843) بما أن اللواط جريمة، فإن ملاحظة كوينزبري هي اتهام علني لوايلد بارتكاب جريمة.
تبعاً لقانون التشهير 1843، يمكن أن يتجنب كوينزبري الإدانة بتهمة التشهير في حال استطاع إظهار أن اتهامه كان صحيحاً في الواقع، وأن هناك «منفعة عامة» قادته للاتهام العلني. من أجل ذلك، قام محامو كوينزبري بالتعاقد مع متحرين خاصين لإيجاد الدليل على ممارسة وايلد للمثلية لإثبات صحة اتهامه. خططوا لتصوير وايلد كرجل منحرف، اعتاد على جر الصبيان إلى عالم المثلية الجنسية الفاسد، كي يُظهروا أن هناك مصلحة عامة للاتهام العلني، وهي ظاهرياً تحذير الشباب من الوقوع في شرِك وايلد.
اشتهرت جداً محاكمة التشهير، حيث نشرت الصحافة تفاصيل انحلال وايلد وحياته الخاصة مع تايلور ودوغلاس. تم تسجيل اجتماع وايلد بالمبتزين والبغايا الذكور والمثليين وبيوت الدعارة لمثليي الجنس، وتم إجراء مقابلات مع أشخاص آخرين، أُكره بعضهم على الظهور كشهود كونهم كانوا شركاء أيضاً في الجرائم التي اتُهم بها وايلد.

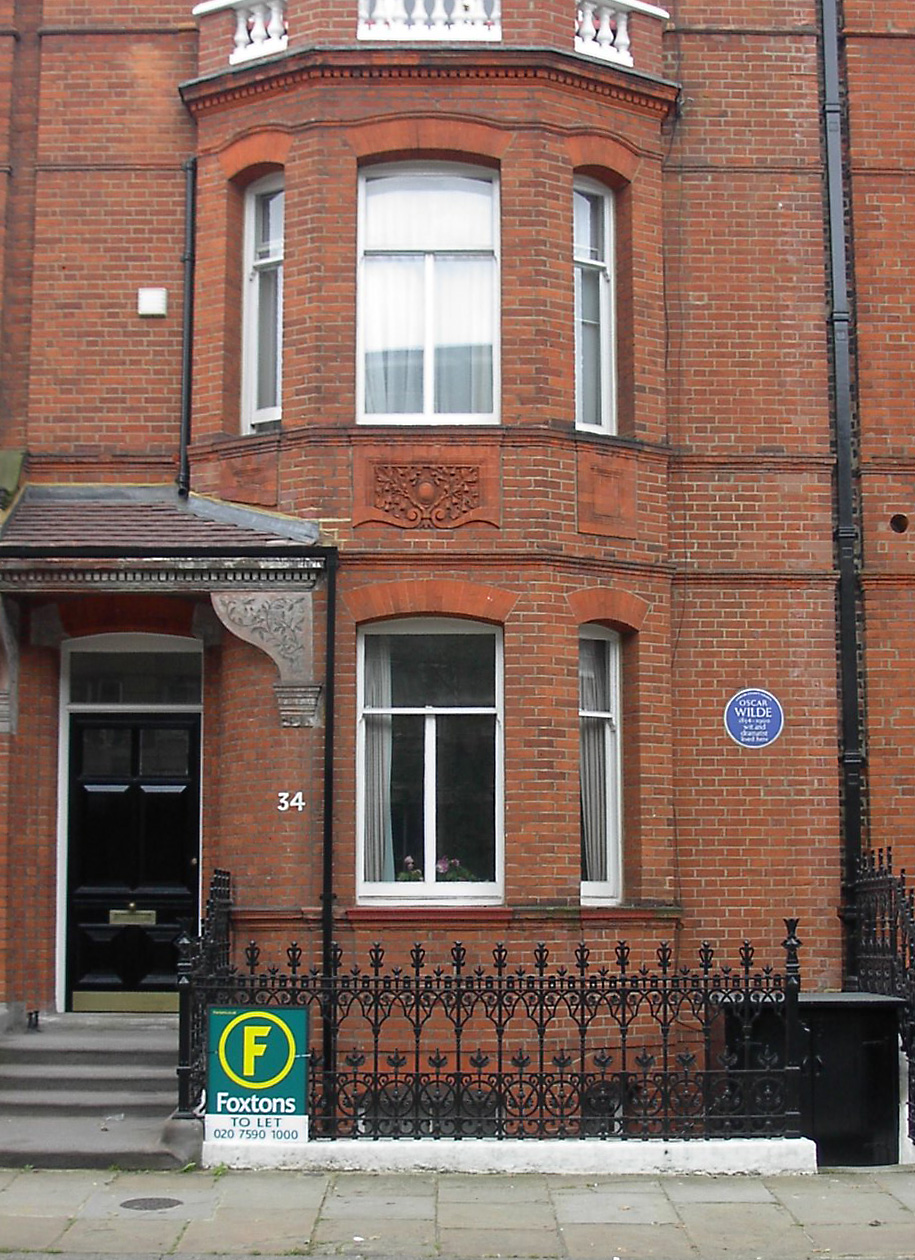
رقم 34 شارع تيتي، تشيلسي، بيت أسرة وايلد من 1884 إلى إلقاء القبض عليه في عام 1895.

بدأت المحاكمة في الثالث من أبريل عام 1895 وسط مشاهد من الهستيريا سواء من الصحافة أو من شُرفات الجماهير. حجم الأدلة التي تم جمعها ضد وايلد أجبرته أن يعلن بشكل وديع «أنا المدعي العام في هذا القضية» افتتح محامي وايلد، سير إدوارد جورج كلارك، القضية على نحو استباقي بسؤال وايلد عن رسالتين مثيرتين أرسلها وايلد إلى دوغلاس، والتي كانت في حوزة الدفاع. وصف الأولى كـ «سونيتة نثرية» وقد اعترف بأن «اللغة الشعرية» قد تبدو غريبة لدى المحكمة لكنه زعم أن نيته بريئة. ذكر وايلد أن الرسالتان وقعتا في حوزة مبتزين، وأنهم حاولوا ابتزازه بالمال لكنه رفض، مقترحاً عليهم أخذ 60 جنيه إسترليني (تساوي 5,100 جنيه إسترليني اليوم) «قيمة غير عادية لقطعة نثرية بذلك الطول». وزعم أن الرسائل تعتبر أعمال فنية وليست شيئاً يجلب العار.
قام كارسون بسؤال وايلد عن نظرته للمحتوى الأخلاقي في أعماله. رد وايلد بطرافة وتهكم قائلاً : أن الأعمال الفنية لا يمكنها أن تكون أخلاقية أو غير أخلاقية، هي فقط تُكتب بشكل جيد أو بشكل سيئ، وأن «الأميين المتوحشين» «الذين يحملون وجهات نظر غبية جداً عن الفنون» هم فقط من يحكم عليها بمثل هذه الأحكام. كارسون، المحامي الرائد، شط عن الممارسة المعتادة لطرح الأسئلة المغلقة. قام كارسون بالضغط على وايلد من كل اتجاه، باستخراج الفروق الدقيقة للمعنى من إجابات وايلد، وبإزالة المحتوى الجمالي منها، مصوراً وايلد كرجل منحط ومراوغ. استطاع وايلد أن يُضحك المحكمة أكثر من كارسون، بينما نجح كارسون في نيل النقاط القانونية الأكثر. ولكي يُضعف من مصداقية وايلد، وليبرر من وصف كوينزبري لوايلد بـ «يتظاهر كلوطي»، حصل كارسون على اعتراف من الشاهد على قدرته على «التظاهر»، من خلال كشفه عن كذب وايلد بخصوص عمره أثناء أداء القسم. بالتلاعب في ذلك، عاد إلى الموضوع أثناء استجوابه.
ثم انتقل كارسون (Carson) إلى بعض الأدلة الواقعية وتساءل عن بعض معارف وايلد Wild)) من الشباب صغار السن والأقل منه في المكانة الاجتماعية، فأقر وايلد (Wilde) أن علاقته بهم وصلت إلى حد مناداة بعضهم البعض بأسمائهم الأولى وتبادل الهدايا، لكنه أصر على عدم وجود أي شيء غير عادي بينهم، وأنهم مجرد أصدقاء جيدين. لكن كارسون ((Carson أشار مرارا وتكرارا إلى الطبيعة الغير العادية لمثل هذه العلاقات، ولمح إلى أن هؤلاء الرجال ممن امتهنوا الدعارة. أجاب وايلد (Wilde) أنه لم يؤمن أبدا بوجود الحواجز الاجتماعية، وأنه بكل بساطة كان يستمتع برفقة الشباب الصغار. بعد ذلك سأل كارسون ((Carson وايلد (Wilde) وبشكل مباشر إذا ما كان قد قام بتقبيل أحد، كالصبي الخادم ؟ فأجاب وايلد (Wilde): «أوه لا يا عزيزي لقد كان صبياً عادياً وقبيح الشكل لسوء الحظ حتى أني أشفقت عليه» فأستخدم كارسون ((Carson إجابته للضغط عليه، وظل يتساءل عدة مرات لماذا أشار خصوصًا إلى قبح شكل الصبي. تردد وايلد (Wilde) وللمرة الأولى أثناء تلك الجلسة أجاب غاضبا: «لقد قمت بإثارتي وإهانتي ومحاولة إرباكي، وفي بعض الأحيان يقول الشخص أشياء بمنتهى الاستخفاف في الوقت الذي يجب أن يتحدث فيه بكل جدية.»
أعلن كارسون ((Carson خلال كلمته الافتتاحية للدفاع أنه قد قام بتحديد مواقع عدة رجال بغاة بإمكانهم الشهادة بأنهم قد مارسوا الجنس مع وايلد (Wilde). وبناء على نصيحة محاميه قام وايلد (Wilde) بإسقاط الدعوى. تم تبرئة ساحة كوينزبري (Queensberry) وأوضحت المحكمة أن اتهامه لوايلد (Wilde) باللواط كان له مبرراته وكان صحيحا في الجوهر والحقيقة. وبموجب قانون التشهير الصادر في عام 1843 تم تبرئة كوينزبري ((Queensberry وتكبد وايلد (Wilde) نفقات محاكمة الدفاع مما تسبب في إفلاسه

### ريجينا Regina ضد وايلد Wilde
بعد أن ترك وايلد (Wilde) المحكمة تم إصدار مذكرة لاعتقاله بتهمة اللواط وارتكاب الفاحشة. عثر روبي روس Robbie Ross)) على وايلد (Wilde) في فندق كادوجان (Cadogan) مع نايتسبريدج (Knightsbridge)

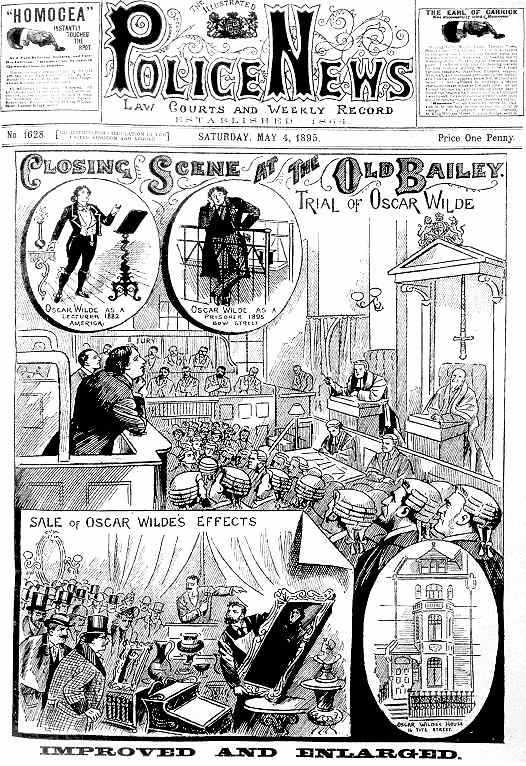
وايلد في قفص الاتهام، توضيح من أخبار شرطة، 4 مايو 1895

وريجاينلد تيرنر Reginald Turner)) واللذان نصحاه بأن يذهب إلى دوفر (Dover) ويحاول الحصول على قارب يوصله إلى فرنسا بينما نصحته أمه أن يبقى ويدافع عن نفسه كرجل. ولكن وايلد (Wilde)تقاعس عن العمل وقال «أن القطار قد رحل وقد فات الأوان». وتم اعتقاله بجريمة عدم الاحتشام بموجب المادة رقم 11 الصادرة عن المحكمة الجنائية عام 1885 «أنه قد تصرف تصرفات شاذة جنسيا لكنها لا ترقى إلى مستوى ارتكاب فاحشة اللواط والتي تعد جريمة بموجب قانون آخر منفصل». وبناء على تعليمات وايلد (Wilde) قام مدير منزله وروس (Ross) بشق طريقهم إلى حجرة نومه والمكتبة في منزله القاطن في 16 شارع تايت (16 Tite st.) وعملوا على حزم بعض أغراضه الشخصية والمخطوطات والرسائل. وتم سجن وايلد (Wilde) في الحبس الاحتياطي في هولواي (Holloway) حيث تلقى زيارات يومية من دوغلاس (Douglas). توالت الأحداث بعد ذلك سراعًا وبدأت محاكمته في يوم 26 أبريل عام 1895 وأصر على براءته. كان وايلد (Wilde) قد توسل إلى دوغلاس ((Douglas أن يترك لندن ويرحل إلى باريس لكنه أصر بمرارة على تقديم الأدلة إلا أنه تم الضغط عليه حتى يرحل وسرعان ما ذهب فندق دو موند (Du Monde) وغادر روس (Ross) والعديد من نبلاء المملكة المتحدة خوفا من الاتهام خلال هذه الفترة. وتحت اختبار الصليب كان وايلد (Wilde) مترددا في البداية ثم تحدث بعد ذلك ببلاغة:
وهذا الرد أتى بنتائج عكسية حيث أنه عزز التهمة بسلوكه المثليّ. هذي الجلسة انتهت بعدم قدرة المحلفين على التوصل إلى قرار. استشار وايلد السير إدوارد كلارك والذي أخيرا تمكن من جعل أحد القضاة والذي سمح لوايلد وأصدقائه بدفع كفالة للخروج. الموقر ستيورت هيدلم وضع حوالي £5,000 ككفالة للمحكمة ولم يكن راضيا عن معاملة وايلد من قبل الصحافة والمحكمة
تم الإفراج عنه من هالوي، وتفاديا لجذب الانتباه، فقد ذهب للاختباء في منزل آرنست وادا لافرسون - اثنان من أصدقائه -. اقترب إدوارد كارسون من فرانك لوكوود - النائب العام - وسأل «هل في مقدرتنا عدم التخلي عنه ؟» فجاوبه لوكوود بأنه يود ذلك، ولكن القضية أصبحت سياسية ولا يمكن إسقاطها.
ترأس المحكمة النهائية مستر جَسْتِسْ ويلز Mr Justice Wills وفي الخامس والعشرين من مايو عام 1895 اتهم كل من وايلد والفرد تايلر بالفعل الفاضح (المثلية) وحكم عليهم بالسجن سنتين مع الأعمال الشاقة. The judge described the sentence, the maximum allowed, as "totally inadequate for a case such as this," and that the case was "the worst case I have ever tried".
وقد وصف القاضي هذا الحكم بأنه الحكم الأقصى المسموح به، «ولو لم يكن كافي لهما في هذه الحالة»
وأن هذه القضية كانت «أسوأ قضية يترأسها». ورد وايلد (وأنا سيدي.. ألا يمكنني قول شيء.. سيدي ؟) وضجت القاعة بصيحات استنكار.

## السجن
حبس وايلد (wilde) في المرة الأولى في سجن بينتون فيل (Pentonville Prison) ثم سجن في واندزورث (wandsworth Prison) في لندن.
حيث يخضع السجناء لنظام «الأشغال الشاقة، الطعام السيئ، والفراش القاسي» كان هذا في منتهى القسوة على وايلد (wilde) المعتاد على المعيشة المريحة., أخذت صحته تتدهور بشكل سريع وفي نوفمبر وقع مغشيًا عليه أثناء تعبده بسبب المرض والجوع. تمزقت على أثر السقطة طبلة أذنه اليمنى وقد ساهم هذا الجرح في وفاته فيما بعد، وقضى بعد الحادثة شهرين في المشفى.
ريتشارد هالدان (Richard B Haldane) النائب الليبرالي والمصلح، قام بزيارته ونقله إلى سجن ريدنق (Reading Prison) 48 كلم (30ميل) غرب لندن، كان هذا النقل بحد ذاته أسوأ ما حدث له خلال فترة سجنه، فقد قامت الحشود بالسخرية منه والبصق عليه على المنصة.
عرف حينها بالسجين س 3.3 (C. 3.3), في بداية الأمر لم يكن مسموحًا له بالأقلام والأوراق لكن هالدان (Haldan) استطاع في نهاية المطاف الحصول على الأذن لوايلد (wilde) بالوصول للكتب ومستلزمات الكتابة.
طلب وايلد (wilde) بعض المستلزمات منها : الإنجيل باللغة الفرنسية، قواعد اللغة الإيطالية والألمانية، وبعض الكتابات اليونانية القديمة، كما طلب القصة الشعرية لدانتي (Dante) بعنوان الكوميديا الإلهية (Divine Comedy)، الرواية الفرنسية في الطريق (En Route) التي تتحدث عن الفداء المسيحي للكاتب جوريس كارل هويسمانز (Joris-Karl Huysmans)، ومقالات للكاتب القديس أوغسطين (ST Augustine) وَ كاردينال نيومان (Cardinal Newman) وَ والتر بيتر (Walter Pater)
بين شهر يناير ومارس من عام 1897 ميلادية قام وايلد (wilde) بكتابة رسالة مكونة من 50,000 كلمة إلى دوقلاس (Douglas)، لكن لم يسمح له بإرسالها، لكن سمحوا له بأخذها معه عندما تم إطلاق سراحه، من جهة أخرى راجع وايلد بتأني مسيرته حتى اللحظة، فقد كان وكيل الإثارة الملونة في المجتمع الفكتوري، أما فنه فكان متميزًا بتناقضاته التي يسعى بها إلى الخراب من جهة والتألق من جهة أخرى.
أما تقديره لنفسه فقد عبر عنه وايلد قائلًا أنه أحد الذين «وقفوا وقفة للعلاقة الرمزية بين الفن والثقافة في زمنه».
خلال هذه الفترة بدأت حياته مع دوقلاس (Douglas) وكان وايلد (wilde) يولي تلك العلاقة عناية كبيرة، وفي النهاية انفصلا حيث أنكر عليه وايلد (wilde) غطرسته وغروره، لم ينس وايلد (wilde) تصريحات دوقلاس (Douglas) عندما كان مريضًا حيث قال له «عندما لا تكون على سجيتك لا تكون مثيرا للاهتمام».
قام وايلد بلوم نفسه، وبالرغم الانحطاط الأخلاقي لشخصيته إلا أنه سمح لدوغلاس بأن يحمله مسؤولية سقوطه، «أنا هنا لأنني حاولت إدخال والدك السجن».
ينتهي النصف الأول من الرسالة بمسامحة وايلد لدوغلاس، لمصلحته الشخصية بالقدر ذاته لمصلحة دوغلاس، ثم تتبع وايلد في الجزء الثاني من الرسالة رحلته الروحية للخلاص وتحقيق الذات من خلال قراءاته في السجن، أدرك أن محنته غذت روحه بالخبرة، بغض النظر عن مرارتها قسوتها عندما وقعت.
«أردت أن أتناول كل الفواكه من كل الأشجار في حديقة العالم.». وهذا ما حدث حقًا، فهكذا خرجت وهكذا عشت ونجوت.
كان خطأي الوحيد هو أني حبست نفسي بشكل حصري على الأشجار التي بدت لي من الجهة المضاءة بضوء الشمس من الحديقة، ونبذت الجانب الأخر بسبب ظلمته وكآبته.
عند إطلاق سراحه قدم مخطوطته لروس، وهو من أتبع أو لم يتبع أوامر وايلد بإرسالها لدوغلاس (الذي أنكر استلامها في ما بعد).
نشرت دي بروفانديس (De Profundis) -كلمة لاتينية تعني من الأعماق- في عام 1905, أما نسختها الكاملة والمصححة فقد ظهرت في عام 1962 في رسائل أوسكار وايلد

## الانحدار: 1897- 1900

### المنفى

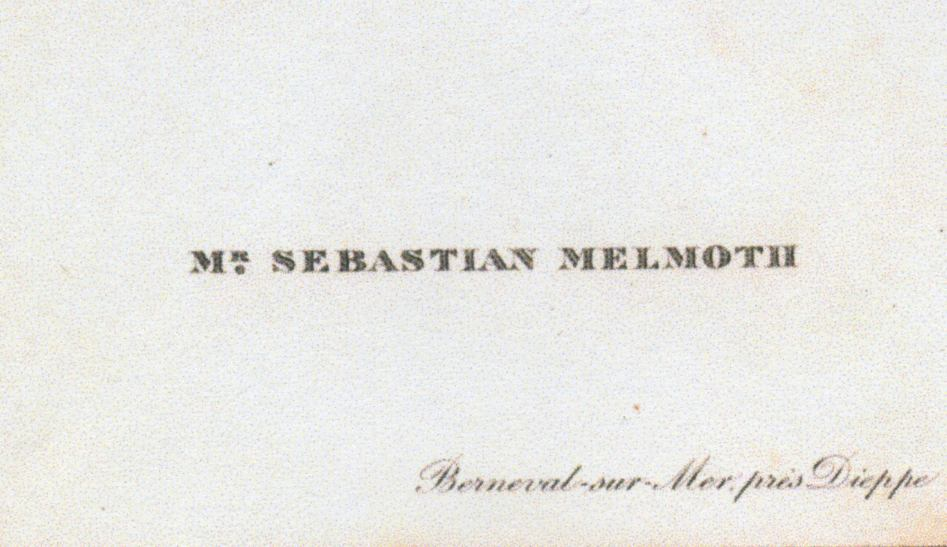
أوسكار وايلد في بطاقة زيارة بعد الإفراج عنه من السجن.

أطلق سراح وايلد في 19/ مايو/1897, ورغم أن وضعه الصحي قد تأزم كثيرًا؛ فقد أحس بتجدد روحي. سرعان ما كتب إلى (مجتمع المسيح) يطالب بمعتكف كاثوليكي لستة أشهر، وعندما رُفِض طلبه؛ بكى وايلد. «أردت أن يتم إيوائي منذ زمن» هذا ما قاله وايلد لصحفي سأله عن نواياه الدينية. ترك إنجلترا في اليوم التالي للاعتصام، ليمضي آخر ثلاث سنوات من حياته في المنفى مفلسًا. اتخذ اسم (سبستيان ميلموث) تيمنا بالقديس سبستيان، أما ميلموث فقد كان شخصية فخرية في رواية كاثوليكية للكاتب (تشارلز ماتيورين) عم وايلد الكبير. كتب وايلد رسالتين مطولتين لمحرر صحيفة الديلي«اليومية» يصف فيهما الحالة الوحشية للسجون الإنجليزية، ويدعو لتعديل قانون العقوبات. ناقش فصل (واردرمارتن) لأنه أعطى طفل سجين بسكويت، وأعاد أفكاره عن الفساد وانتكاس العقوبات والتي كان قد شرحه مسبقا في (روح الإنسان تحت ظل الاشتراكية)
أمضى وايلد منتصف عام 1897 مع روبرت روسس (Robert Ross) في برنيفال لي قراند (Berneval-le-Grand) (في إقليم النورماندي) حيث كتب (سجن ريدنغ قول). تسرد القصيدة قصة إعدام رجل قتل زوجته لخيانتها. تبدأ بقصة موضوعية تروي برمزية محاولة السجين تحديد هويته ككل. لم تقم أي محاولة لتقييم عدالة القوانين التي أدانتهم، إلا أن القصيدة أضاءت على المعاملة الوحشية التي يعاني منها كل المساجين. جمع وايلد بينه وبين الرجل المعدم في سطر «كل رجل يقتل الشيء الذي يحب». وقد تم عزل وايلد نفسه عن زوجته وأبنائه. تبنى الشكل الغنائي البروليتاري (الكادحين) وقد تمت مجازاة الكاتب كـ (سي 3.3) وقد اقترح نشرها في مجلة رينولدز، «لأنها تتوزع في صفوف المجرمين وتتداولها الأيدي التي أنتمي إليها الآن، ولمرة سيقرأ لي أقراني، وهذه تجربة جديدة بالنسبة لي» كان نجاحها تجاريًا، وكانت لها سبع طبعات في سنتين، وبعدها فقط أضيف اسم أوسكار وايلد لصفحة العنوان. رغم أن الكثير من الأدباء علموا مسبقًا بأن أوسكار هو المؤلف. وقد جنى من ورائها ربحًا طفيفًا.
على الرغم من أن دوغلاس (Douglas) كان سببا في مصائبه، فقد اجتمع مع وايلد (Wilde) في أغسطس عام 1897 في رون (Rouen) وقد تم رفض هذا الاجتماع من قِبل الأصدقاء والأهل من كلا الطرفين. كانت كونستانس وايلد (Constance Wilde) ترفض مقابلة وايلد أو السماح له برؤية أبنائهم، وعلى الرغم من ذلك فقد كانت تزوده بالمال. عاش وايلد ودوغلاس معًا بالقرب من نابولي (Naples) لبضعة أشهر خلال الجزء الأخير من عام 1897، حتى تم فصلهما من قبل عائلتيهما تحت تهديدهما بإيقاف الدعم المالي.
وكان عنوان وايلد الأخير هو فندق دالسس الرخيص Hôtel d'Alsace)) والمعروف حاليا L'Hôtel)) في باريس. وقد كتب لناشره «هذا الفقر يحطم قلب الإنسان: فهو دنيء، وكئيب، وميئوس منه. افعل ما يمكنك فعله لهم.»
صحح وايلد ونشر «الزوج المثالي» An Ideal Husband و«أهمية التحلي بجدية» The Importance of Being Earnest (تحولت إلى مسرحية أدتها الممثلة ألبا باريتي عام 1977)، والأدلة التي ناقشها المن (Ellmann) تظهر الرجل بأنه إلى حد كبير ذو سيطرة في قيادة نفسه والمسرح؛ ولكنه رفض أن يكتب أي شيء آخر «يمكنني الكتابة ولكنني فقدت بهجتها». قضى وايلد الكثير من الوقت يتجول في الشوارع وحده، وأنفق ما كان لديه من المال القليل على الكحول. وأدت سلسلة من اللقاءات المحرجة مع الزوار الإنجليز والرجال الفرنسيين، كان قد تعرف عليهم سابقاً إلى تلف روحه. أراد وايلد الرجوع إلى فندقه لكتابة الملاحظات، وذلك في إحدى رحلاته الخارجية الأخيرة حيث قال: «نتحارب أنا وورق الجدران في مبارزة حتى الموت وأحدنا عليه الرحيل.» وأرسل وايلد برقية إلى روس (Ross) في الثاني عشر من أكتوبر عام 1900 يقول فيها: «أشعر بضعف رهيب، الرجاء الحضور.» تقلبت حالته النفسية، ويروي ماكس بيربم (Max Beerbohm) كيف أن صديقهما المشترك ريجنالد «ريجي» تيرنر (Reginald 'Reggie' Turner) قد وجد وايلد مكتئباً جداً بعد كابوس «حلمتُ أني مت، وكنت أشرب مع الموتى!، أنا متأكد»، رد تيرنر: «من الواضح أنك كنت حياة وروح الجمال» وكان تيرنر واحدا من الأقلية من الدائرة القديمة، الذين بقوا مع وايلد إلى النهاية، وكان بجانبه عندما توفي.

### وفاته

قبر أوسكار وايلد في مقبرة Père Lachaise

تطور التهاب السحايا الدماغي لدى وايلد في الخامس عشر من نوفمبر، وقد وصل روبي روس (Robbie Ross) في التاسع والعشرون من نوفمبر وأرسل لحضور الكاهن. وعمد وايلد في الكنيسة الكاثوليكية بأمر من الأب كوثبرت دن (Fr Cuthbert Dunne) وهو قس كاثوليكي من دبلن (Dublin). «وكون هذا السر المقدس مشروط بسبب العقيدة لأن الشخص قد يعمد مرة واحدة فقط» ووجود ذكرى من طفولته للمعمودية الكاثوليكية، هي حقيقة قد شُهد عليها لاحقاً من قِبل الوزير المقدس وهو الأب لورانس فوكس (Fr Lawrence Fox)

وسجل الأب دان (Fr Dunne) التعميد: 
حيثما تسير العربة في الشوارع المظلمة في ليل شتوي، فإن القصة الحزينة لوايلد ستعاد علي... روبرت روس ركع بجانب السرير وساعدني بقدر ما يستطيع، بينما أقوم بطقوس التعميد، وبعد ذلك مجاوباً على التلاوات التي قرأتها للرجل المسجى، وقرأنا بعض الصلوات على الميت. وبينما كان الرجل في حالة من اللاوعي النصفي، فإنني لم أجرؤ على تقديم القربان المقدس، وإضافة على ذلك أنه من الممكن أن يصحو، وقد صحا فعلاً من هذه الحالة في حضوري. وعندما صحا أعطاني إشارة بأنه في حالة صحو روحي، وقد كنت راضياً تمام على انه فهمني، وأنا اخبره بأنني سأستقبله في الكنيسة الكاثوليكية وأقدم له الطقوس الدينية الأخيرة. وبعدها قمت بترديد الأسماء المقدسة على مسامعه، الخطايا، الأمل، الأيمان والإحسان ومعه التواضع أمام إرادة الله، وقد حاول بكل ما يستطيع أن يردد الكلمات من بعدي
مات وايلد في الثلاثين من نوفمبر عام تسعمائة بعد الألف للميلاد؛ بسبب التهاب السحايا. وقد تعددت الآراء حول سبب هذا الالتهاب، ريتشارد المان قال بأنه من السيلان (السفلس) بينما مارلين هولاند - حفيد وايلد - فكر بأن السفلس لا علاقة له بذلك، وإنما الالتهاب جاء بعد إجراء وايلد عمليةٌ جراحيةٌ (في الأذن) وقرر أطباء وايلد د.بول كليسس واي كورت تاكر بأن الحالة هي تفاقم لالتهاب قديم من الأذن اليمنى ولا علاقة له بالسفلس. تم دفن وايلد في البداية في مقابر دي باقنوس Cimetière de Bagneux خارج باريس. وفي العام التاسع بعد التسعمائة والألف للميلاد تم نقل بقاياه لمقبرة بيري لاشيس Père Lachaise Cemetery داخل باريس. وصنع ضريحه سير جاكوب ابسين  بتفويض من روبرت روس، حيث طالب بمكان صغير ليتم وضع رماده فيه، والذي تم نقله في العام الخمسين بعد التسعمائة والألف للميلاد. الملاك الحداثي والذي يصور الخلاص، وهو وضع على الضريح، ويكون مكتملاً مع الأعضاء الذكرية التناسلية، ولكن تم تخريبه بعد فترة. وقام فنان نحت بوضع بديل فضي للأعضاء.
وكان الرثاء مقطوعة من «أنشودة سجن ريدنغ قول»
دموع الغرباء سوف تتساقط عليه

والشفقة طويلة الأمد كجرة مكسورة

وسينبذه المشيعون

كما سينبذه الحداد !!

## السيرة الذاتية
استمرت حياة وايلد في إثارة الإعجاب وكان موضوعاً للعديد من السير الذاتية منذ وفاته. المذكرات الأقدم كانت لأشخاص يعرفونه، وقد كانت تبعا لذلك إما مذكرات شخصية أو انطباعية وتجعله يبدو دائمًا بصورة جيدة، لكن في واقع الأمر لا يمكن الوثوق بها تماماً. كتب فرانك هاريس (Frank Harris)، صديقه ومحرر السيرة الذاتية «وايلد أوسكار»: حياته واعترافاته في عام (1916)؛ بالرغم من المبالغات وعدم الدقة في بعض الأحيان، إلا أنها تعرض صورة أدبية جيدة لشخصية وايلد. وكذلك كتب اللورد الفريد دوغلاس (Lord Alfred Douglas) كتابين عن علاقته بوايلد «أوسكار وايد وأنا» (Oscar Wilde and Myself) في عام (1914)، والتي كان كروسلاند (Thomas William Hodgson Crosland) شبحاً خفياً مساعداً في كتابتها، وقد كان هذا الكتاب كردة فعل لدوغلاس بعد اكتشافه أن كتاب (De Profundis) الذي قام أوسكار وايلد بتأليف موجهاً إليه، كان يحاول بطريقة دفاعية تخليص نفسه من الافتراء أو السمعة الفاضحة التي ألصقها به (وايلد), لاحقاً تأسف كلا الكاتبين عن عمليهما. كان دوغلاس لاحقا في كتابيه «أوسكار وايلد: ملخص» عام (1939) و«السيرة الذاتية» (Oscar Wilde: A Summing Up (1939) and his Autobiography) أكثر تعاطفاً مع وايلد.من الأصدقاء الآخرين المقربين لوايلد كان روبرت شيرارد (Robert Sherard)، روبرت روس (Robert Ross)، المنفذ الأدبي له؛ وتشارلز ريتيكس (Charles Ricketts)، نُشر عن طريقهم سير ذاتية أو مراسلات أو ذكريات مختلفة. أما أول سيرة ذاتية موضوعية بشكل أو بآخر فهي التي كتبها هيسكث بيرسون (Hesketh Pearson) في كتاب : «أوسكار وايلد: حياته وفطنته عام (1946)» - (Oscar Wilde: His Life and Wit (1946. نشر ڤيڤيان هولاند (Vyvyan Holland) مذكرته: ابن أوسكار وايلد (Son of Oscar Wilde) عام 1954، التي تسرد المصاعب التي واجهتها زوجة وايلد وأطفالها بعد سجنه. تم مراجعتها وتحديثها من قبل ميرلين هولاند (Merlin Holland) عام 1989.

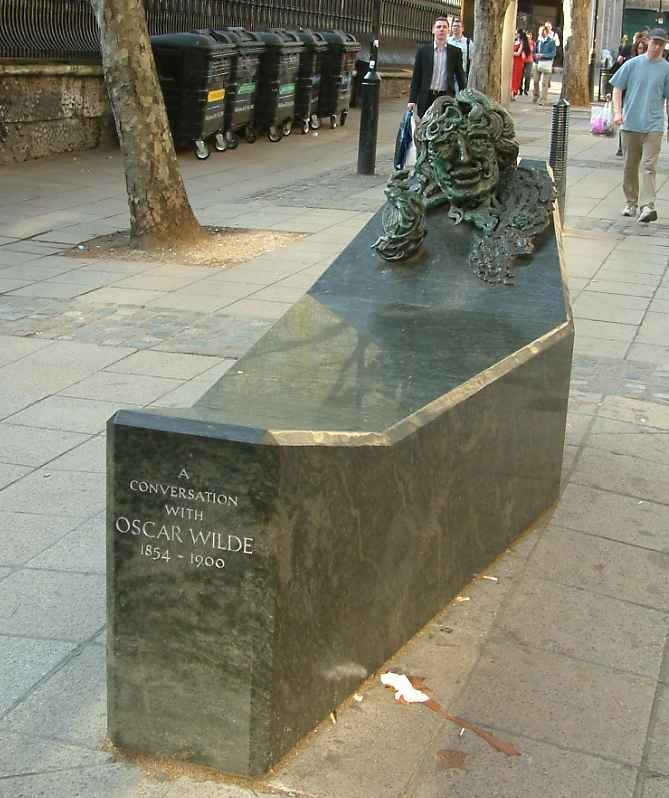
"حوار مع أوسكار وايلد" نصب تذكاري لوايلد بواسطة ماغي هامبلج في شارع اديلايد، بالقرب من ساحة ترافالغار في لندن

كانت حياة وايلد لا زالت تنتظر أن تستقل بنفسها وتمنح الحقيقة وقد حصل (ريتشارد إيلمان)بعد وفاته (Richard Ellmann) على جائزة مجموعة نقاد الكتاب الوطنية (National (USA) Book Critics Circle Award) عام 1988 وجائزة بوليتزر (Pulitzer Prize) عام 1989 بعد أن قام بالبحث في السيرة الذاتية لحياة وايلد عام 1987، وقد كان الكتاب أساسا لفيلم وايلد عام 1997، من إخراج براين جيلبرت (Brian Gilbert) وبطولة ستيفن فراي (Stephen Fry) كشخصية أساسية.
أما فيما يتعلق بالسيرة الذاتية التي قدمها نيل مكينا (Neil McKenna) عام 2003 لوايلد: الحياة السّريّة لأوسكار وايلد (The Secret Life of Oscar Wilde) قدمت سردًا لحياة وايلد الجنسية كان متأملاً في الطبيعة، وتمّ انتقاده لكونه محض افتراضات ولغياب الصرامة العلمية. تحدثت كُتب توماس رايت (Thomas Wright) عام 2008 عن تعليم وايلد منذ طفولته في دبلن وحتى وفاته في باريس. وبعد تتبع عدة كتب والتي تعود إلى مكتبة وايلد (Wilde's Tite Street library) (والتي تفرقت بعد محاكمته) فقد كان رايت أول من درس الهوامش التي كتبها في تلك الكتب.وكان لأدب وايلد سحر ذا أثرٌ مستمر لأدباء باريس، والذين قاموا بإنشاء العديد من كتب السيرة والذكريات عنه. أندري قايد André Gide - والتي كان لوايلد أثرا غريبا عليه - كتب (في ذكرى أوسكار وايلد) وكان وايلد كاتبا في مجلته. ونشر ثوماس لويس Thomas Louis- والذي كان قد ترجم عدة كتب لوايلد للفرنسية - (روح أوسكار وايلدL’esprit d’Oscar Wilde) في عام 1920.
من الكتب الحديثة كان كتاب (اوسكار وايلد) لفيليب جوليان Philippe Jullian' وكذلك كتاب (علاقات اوسكار On the Danger of Allowing Justice to put its Nose in our Sheet) لـ أودن فالت وهي كاتبة تاريخ ديني.

## من مقولاته المشهورة
- الرجل لا يكون صادقًا حين يتكلم بنفسه، أعطه قناعًا وسوف يخبرك الحقيقة.
- الفنان ينجح إذا كان الناس لا يفهمون عمله لكنهم لا يزالون يحبون العمل.
- معظم الناس هم أناس آخرون! آراؤهم آراء شخص آخر، حياتهم تقليد وعشقهم اقتباس.
- الحقيقة نادرًا ما تكون خالصة، ودائمًا ما تكون معقدة.
- لا يستطيع أي شخص أن يختار أعداءه.
- يستطيع الرجل أن يعيش مع أي امرأة بشرط ألا يحبها.
- الخبرة هي الاسم الذي يصنف به كل شخص أخطاءه.
- خلق الإنسان اللغة ليخفيَ بها مشاعره.
- ذوقي بسيط جدًا، دائمًا يعجبني الأفضل.
- الرجل المهذَّب لا يجرح شعور أحد دون قصد.
- الوهم هو أول كل الملذات.
- الرجل الذي لا يفكر لنفسه لا يفكر على الإطلاق.
- الطريقة المُثلى للتعامل مع الإغراء هي أن تستسلم له.
- بين رجل وامرأة، لا يمكن أن تكون صداقة، يمكن أن تكون عاطفة، عداوة، عشق، ولكن ليس صداقة.
- كل ما يتمناه المرء يستطيع أن يحققه، ولكن بعد فوات الأوان.
- الموسيقا تصنع ماضيًا لم نكن ندرك وجودَه.

## روابط خارجية
- أوسكار وايلد على موقع IMDb (الإنجليزية)
- أوسكار وايلد على موقع الموسوعة البريطانية (الإنجليزية)
- أوسكار وايلد على موقع ميوزك برينز (الإنجليزية)
- أوسكار وايلد على موقع قاعدة بيانات برودواي على الإنترنت (الإنجليزية)
- أوسكار وايلد على موقع قاعدة بيانات برودواي على الإنترنت (الإنجليزية)
- أوسكار وايلد على موقع إن إن دي بي (الإنجليزية)
- أوسكار وايلد على موقع ديسكوغز (الإنجليزية)
- أوسكار وايلد على موقع قاعدة بيانات الفيلم (الإنجليزية)